# 店面
店面指的是商店的門面。租賃與買賣中，店面的坪數與可使用面積通常決定設置何種類型的店鋪。事實上，店面通常指店的外觀，內部稱作「商店」的擺設或設計、裝潢。

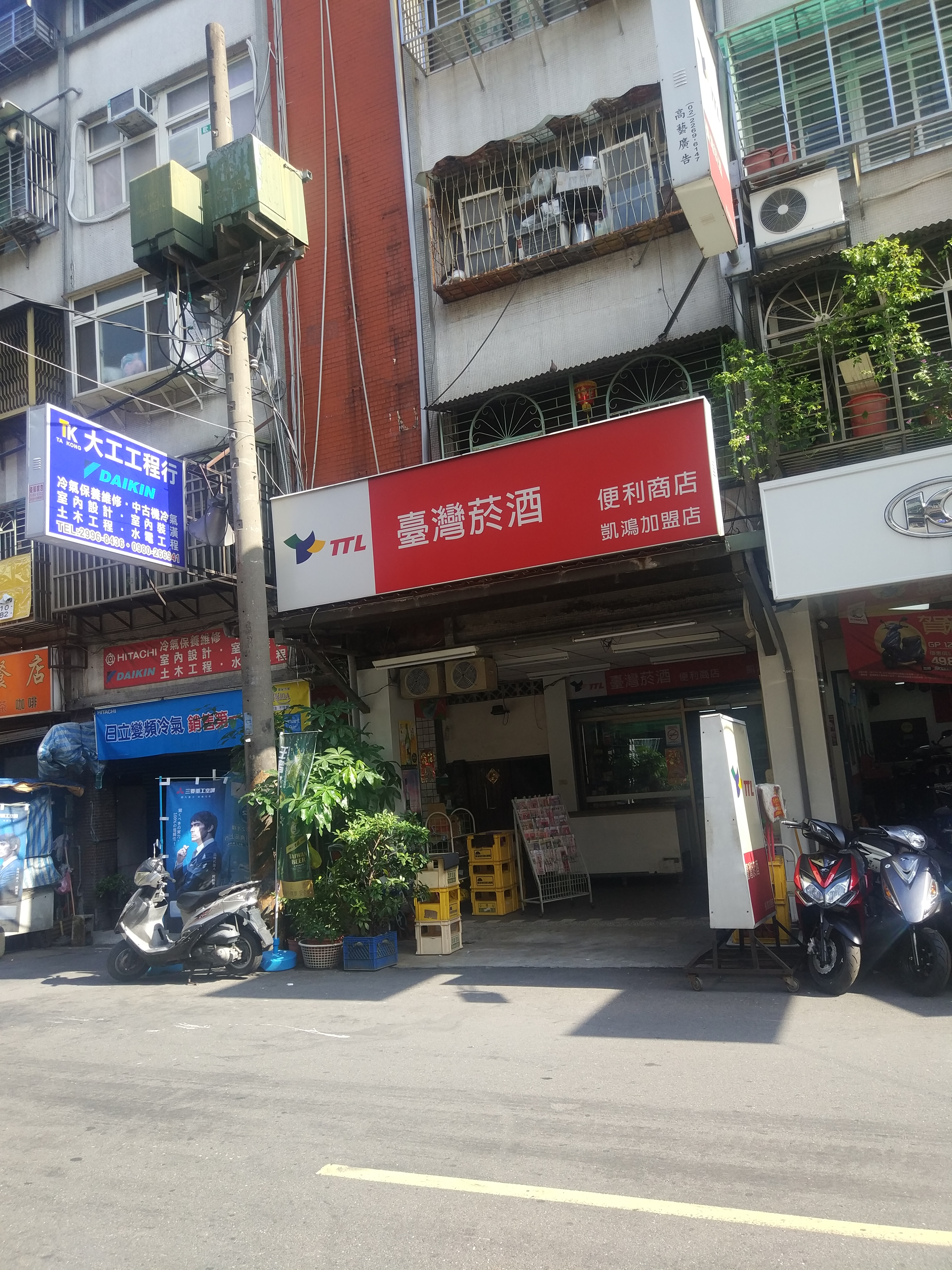
台灣菸酒便利商店-加盟店

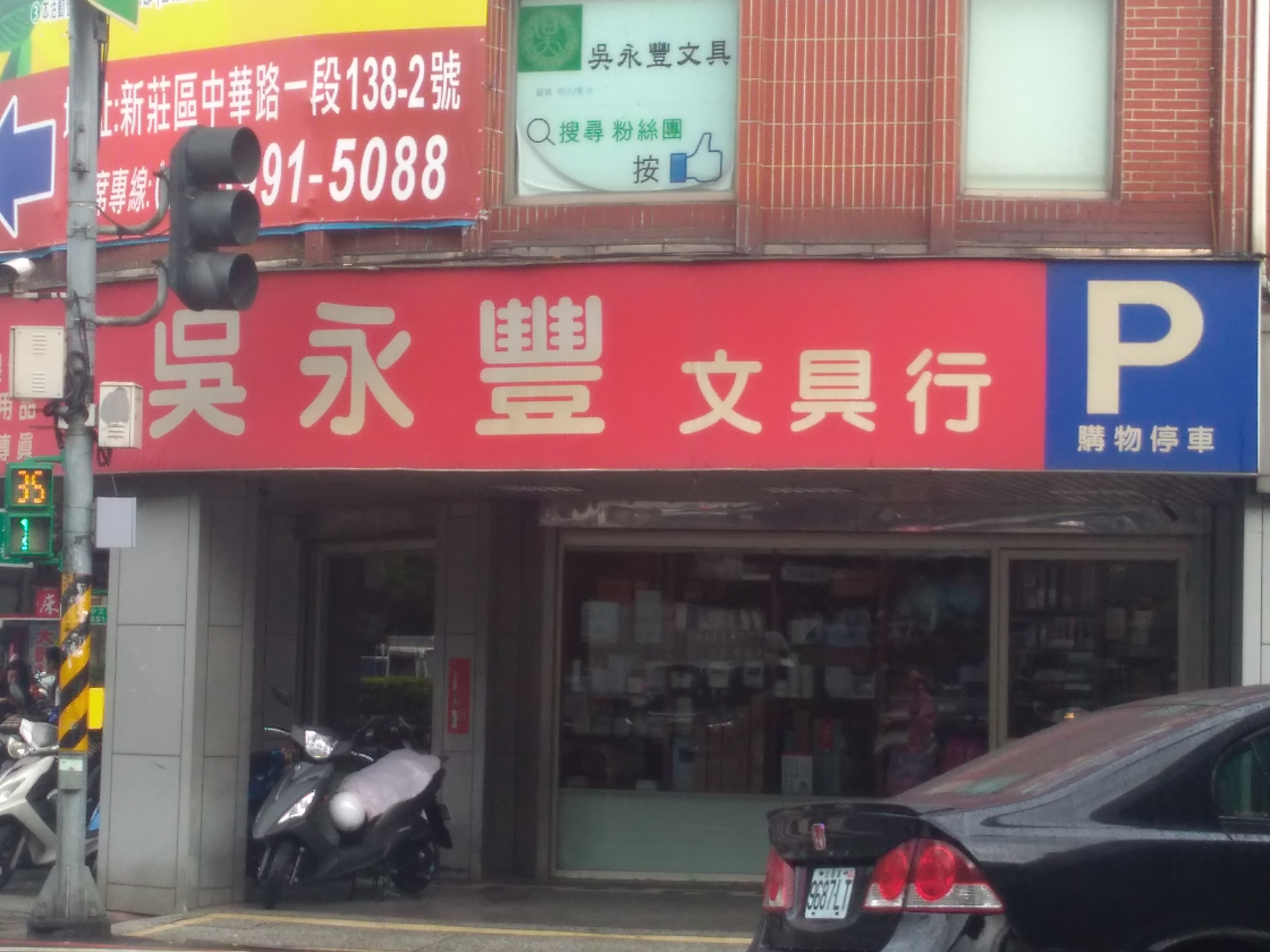
吳永豐文具行店面

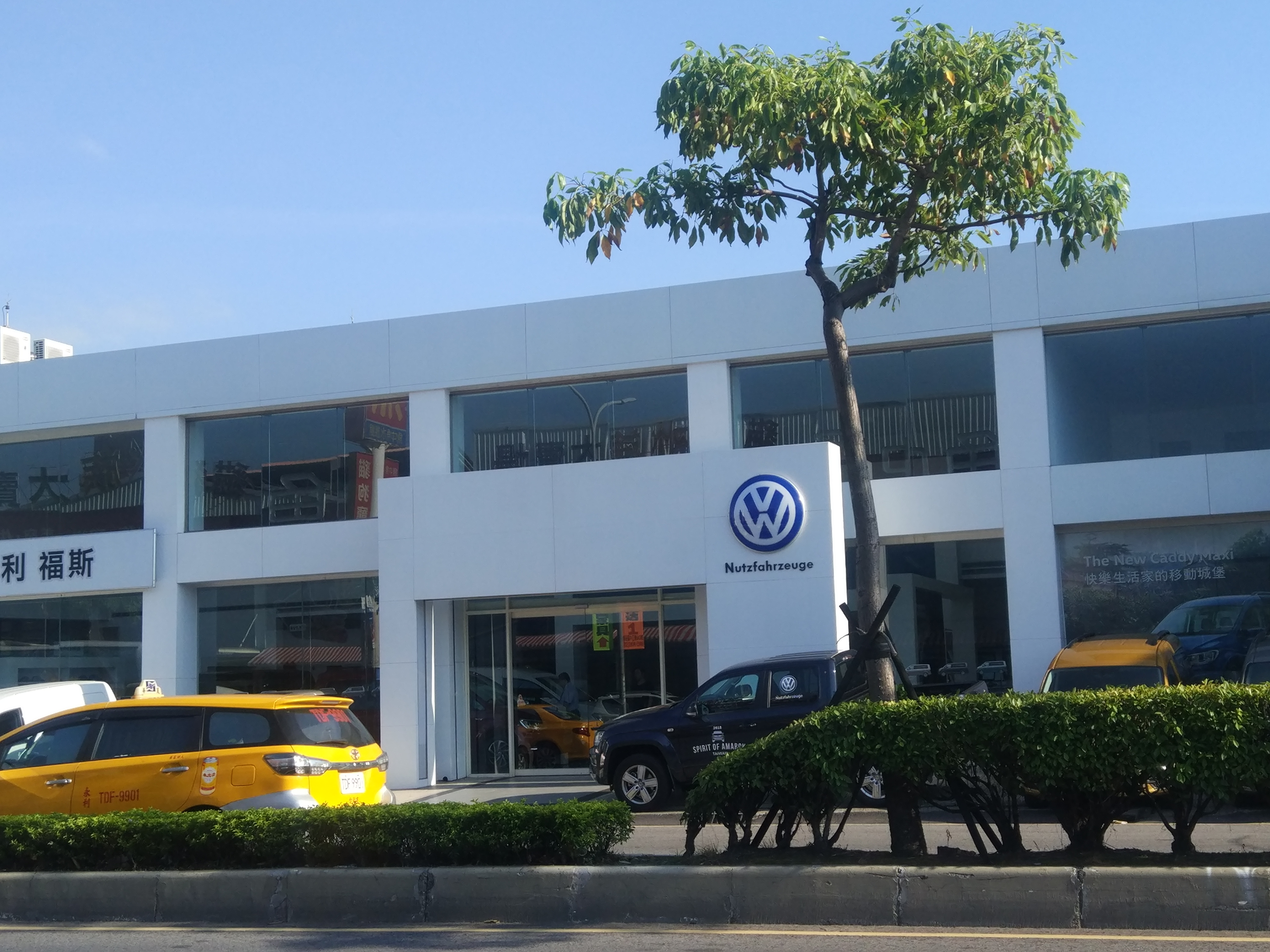
台灣福斯汽車代理商

## 實例
便利商店通常要求30坪以上。茶飲店通常20坪。至於咖啡館、早餐店、麵包店等通常坪數較大。

## 類別
- 開放式：以一個櫃檯為主，無隔間牆與自動門。
- 半開放式：以一個櫃檯為主，有隔間牆或自動門。
- 封閉式：以拉推門、旋轉門為主，除此出口外無任何出口供消費者出入。

## 金店面
以馬路、商圈、捷運、公車站等交通要道為主，經由人潮獲得高營收。通常租金較貴，也不容易出租。

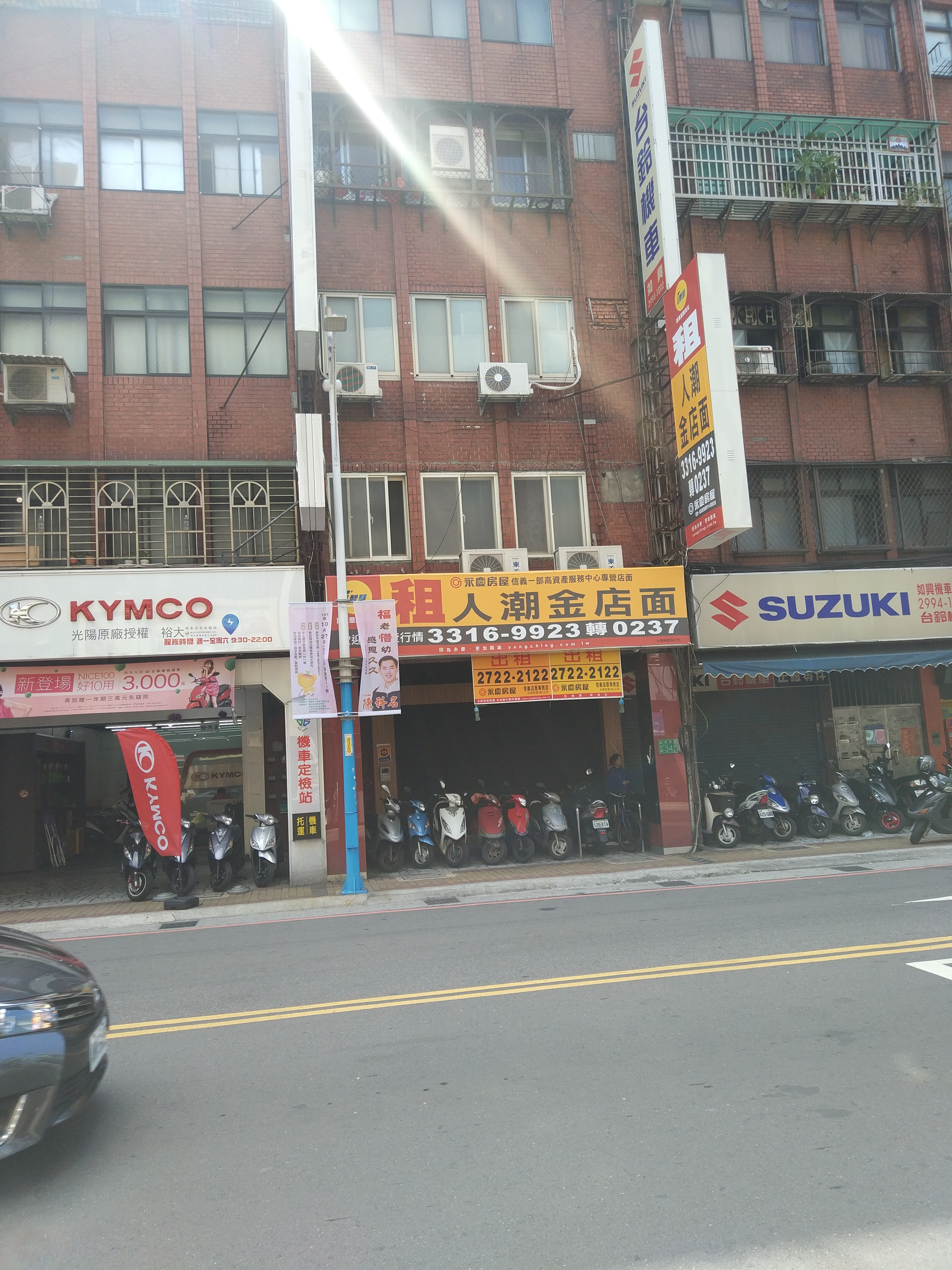
一間等待出租的金店面

## 雙店面
指的是兩間店面並鄰，商店地主和屋主通常為同一人。此雙店面可打通為一間，其價值奇貨可居。

## 網路店面
或稱雲端店面、虚拟店面、电子商务。不需租金，僅支付貨物上架費或廣告費。透過網路瀏覽器、購物應用程式，消費者在家中就能購物。

## 店中店
或稱專櫃。和商場開立同一張發票。為租用商場空間進行交易的店。以店中店為名時，可和其他商場商品一同結帳。

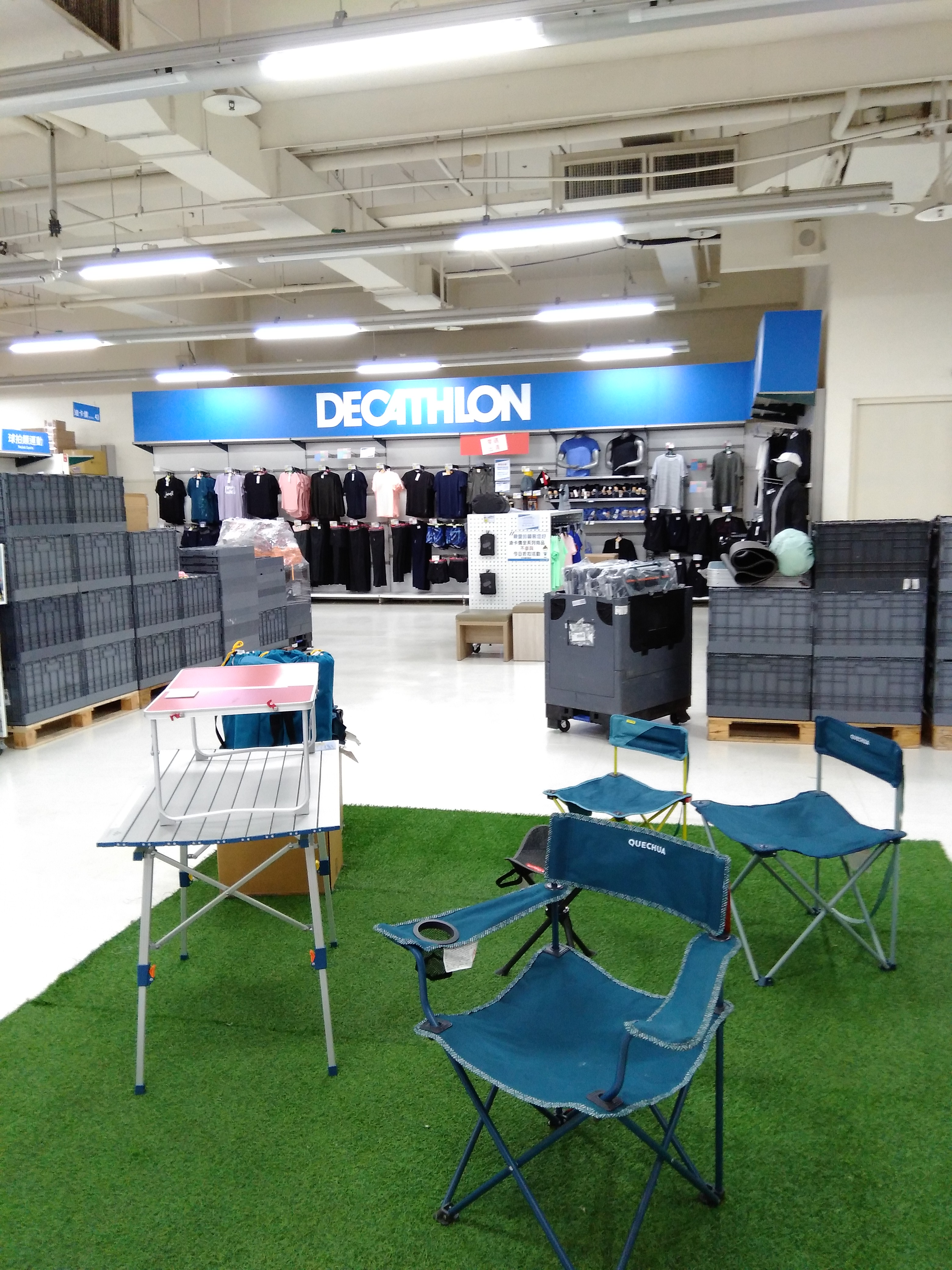
迪卡儂專櫃 重新家樂福

## 釋義
最普遍的店面為一樓店面，較常見於巷頭巷尾。極少數住商混合店面可做住家或店面使用。舉例來說，若一間頂好超市位於公寓二樓，除當地住戶外，對外的吸客力大大不如公寓一樓店面高。
位於路口則為三角櫥窗，又稱黃金店面，因曝光度高且位於道路兩側來客量大，通常租金較高。

## 頂讓
指商店原租用者不繼續使用生財器具，將器材、店內裝潢及技術等價售予。由接收者負擔後續的房租。

## 集錦

### 企業體系

台糖便利商店 台北和平二店

### 特別店名

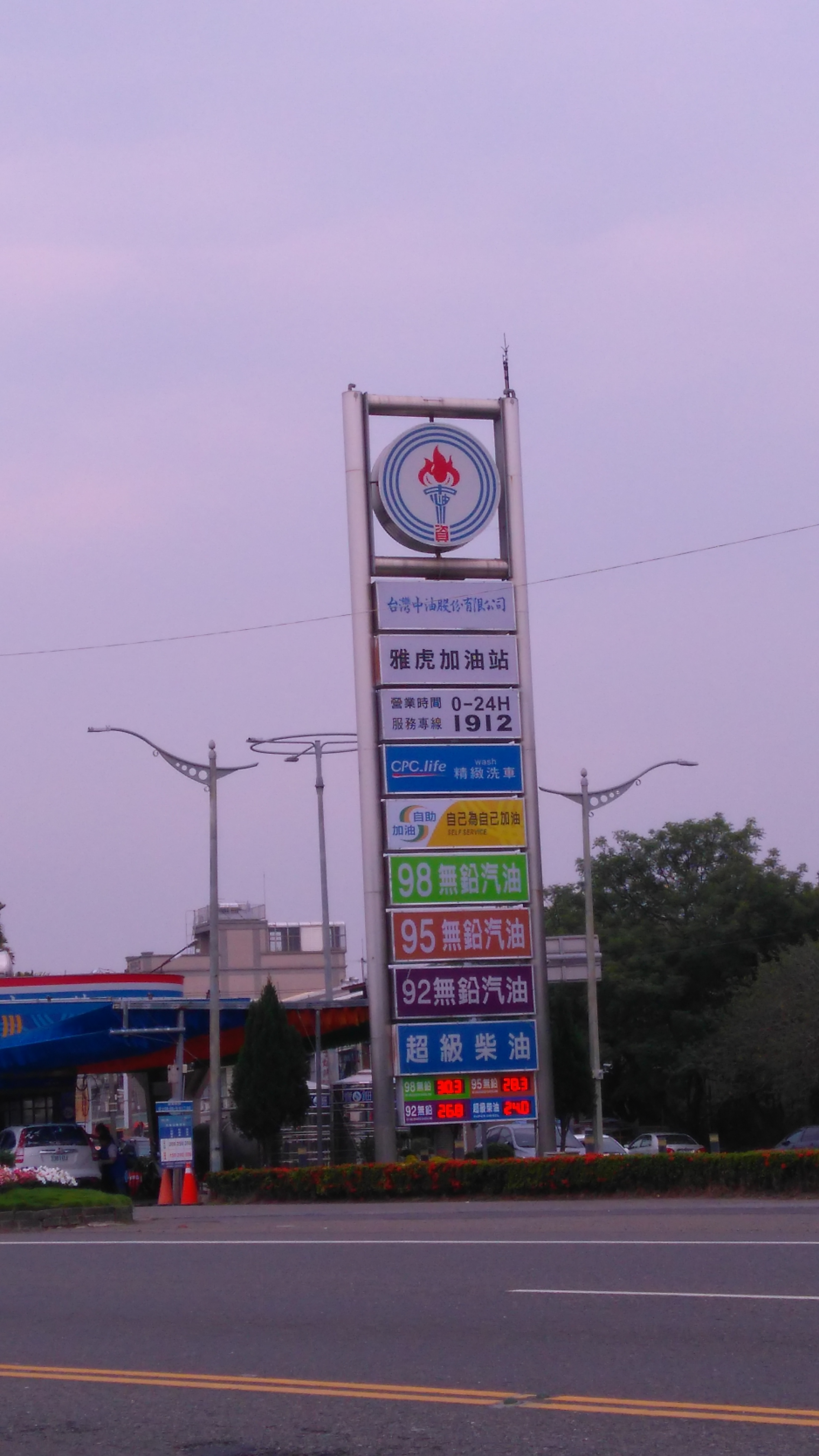
雅虎

### 狀態

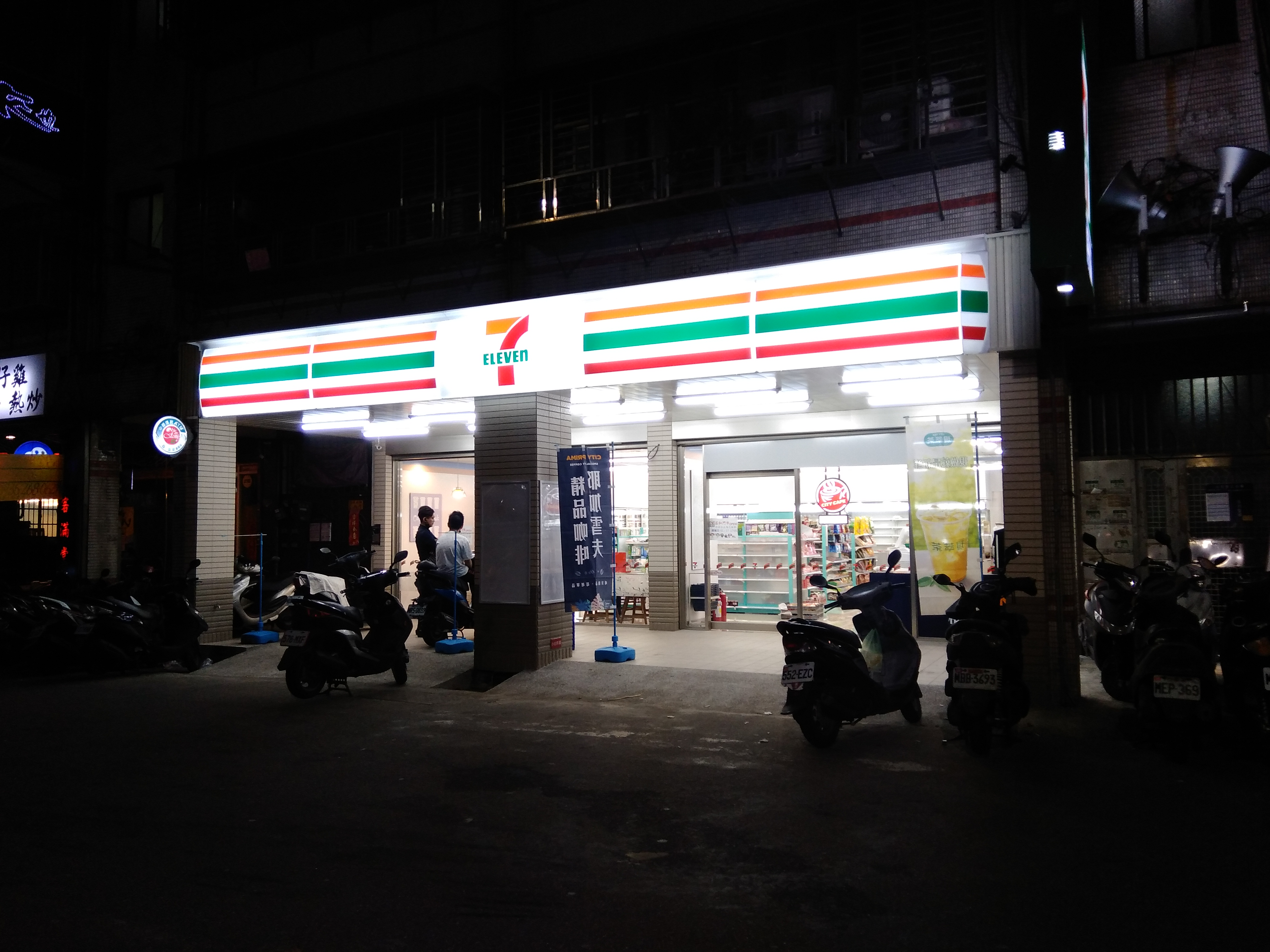
營運前
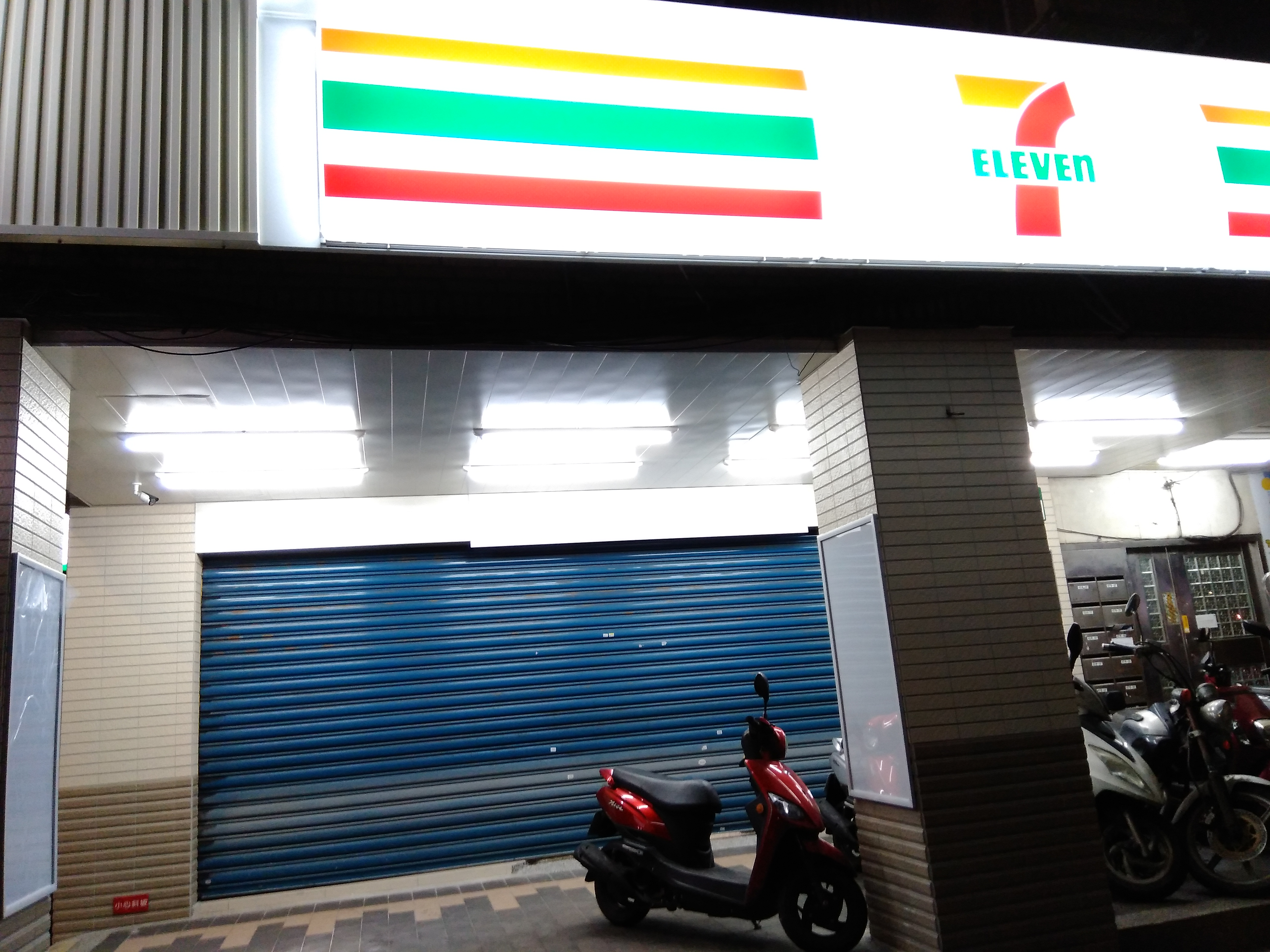
尚未營運
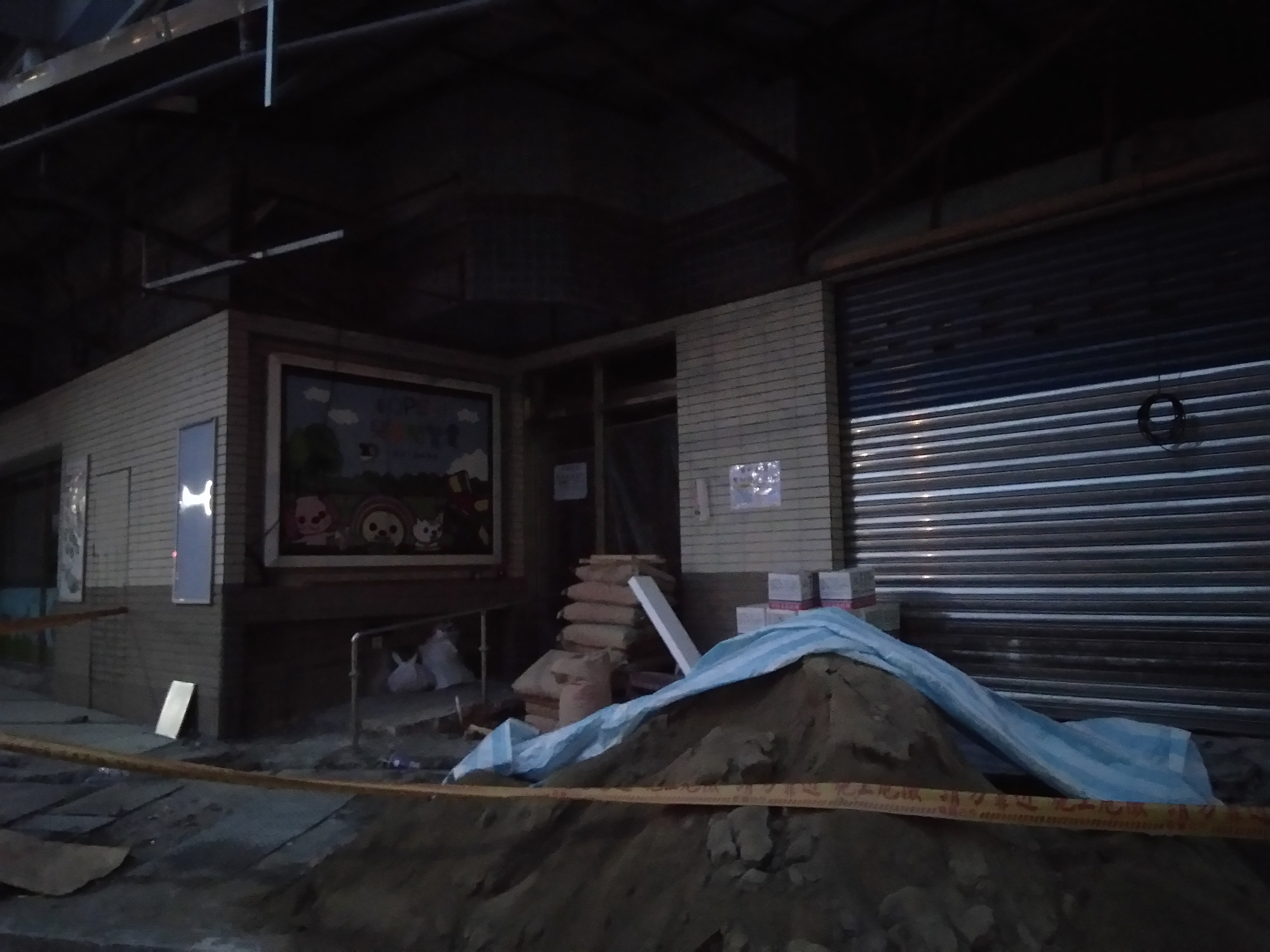
重新裝潢
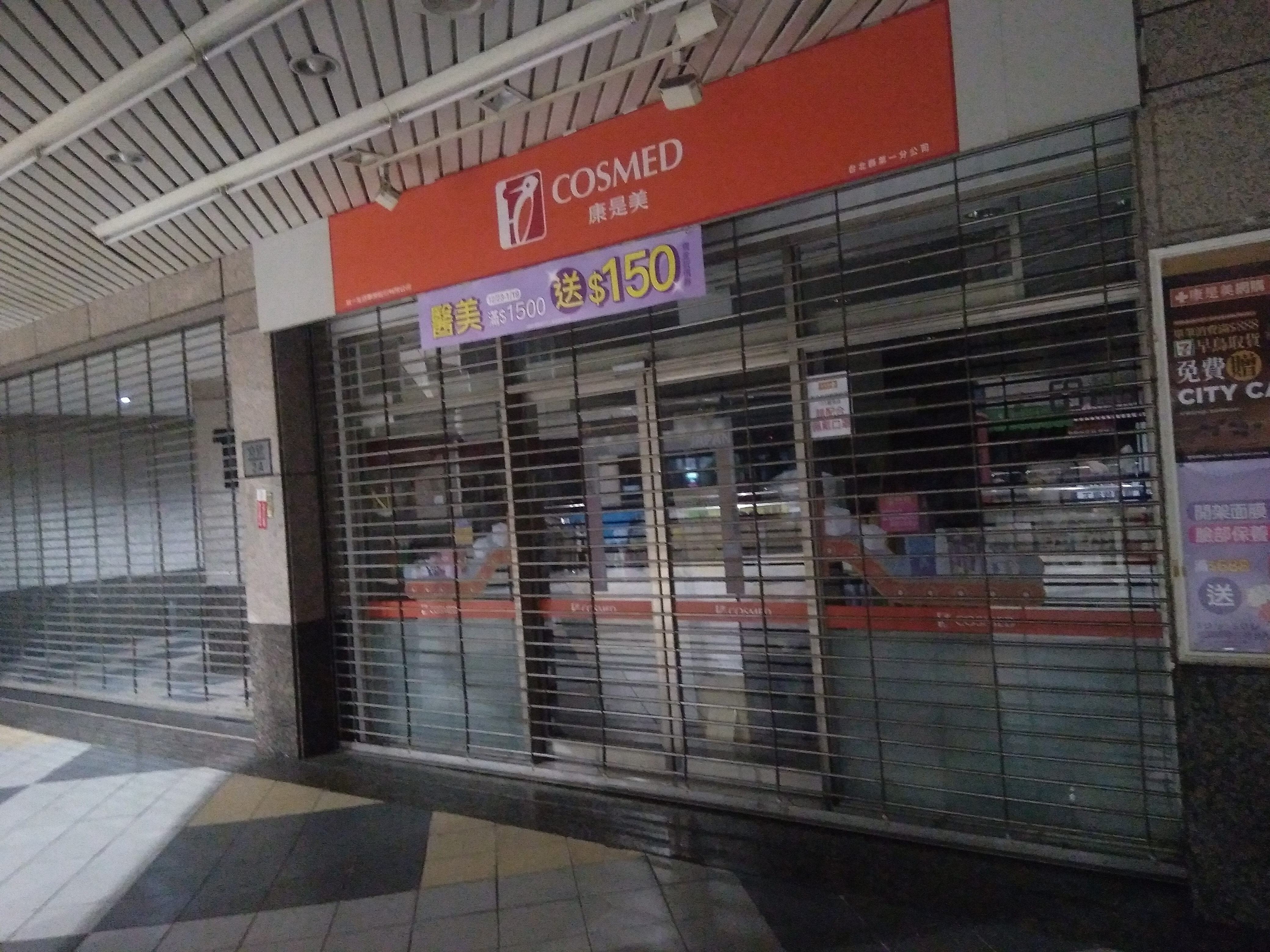
打烊
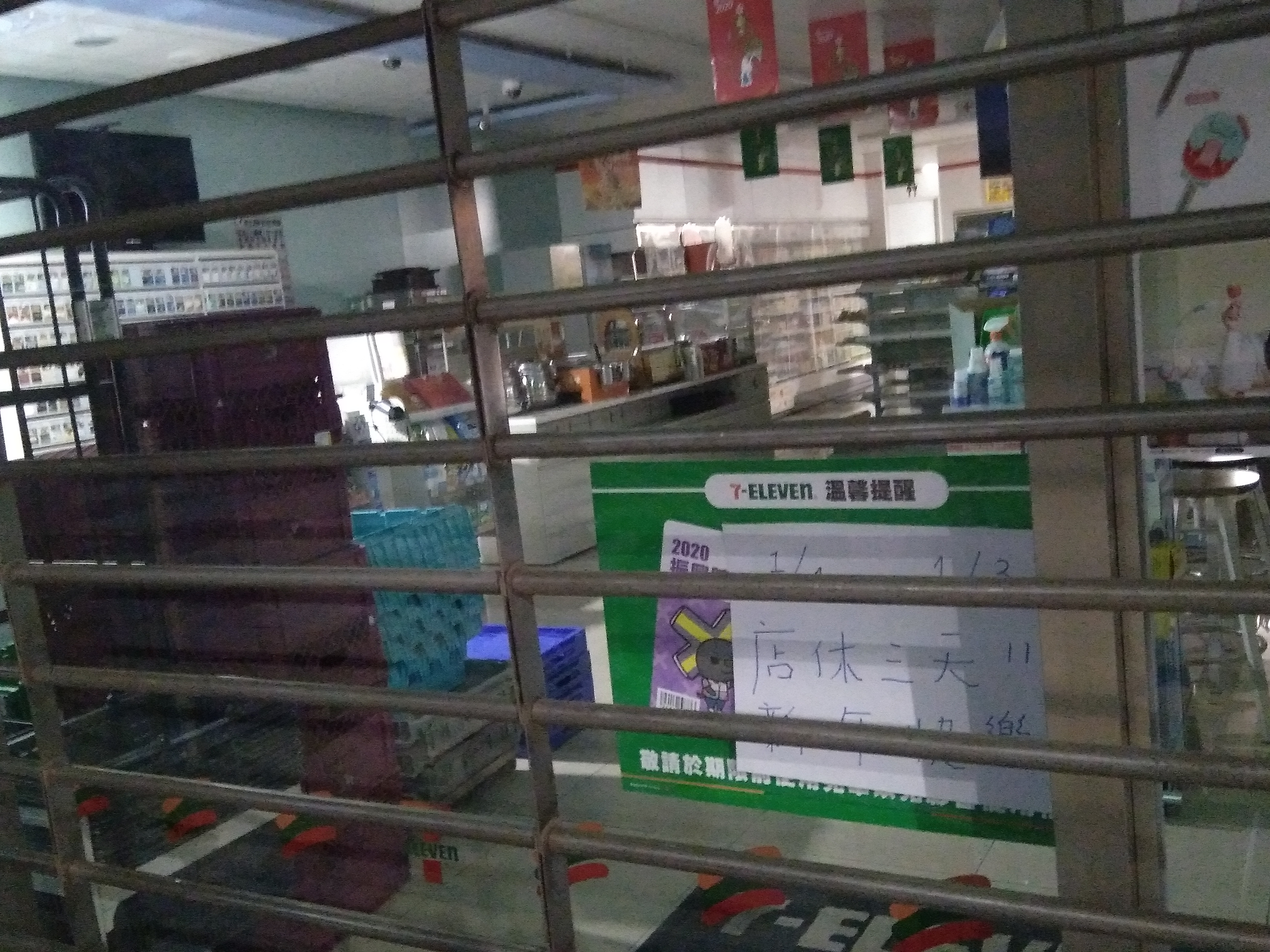
店休
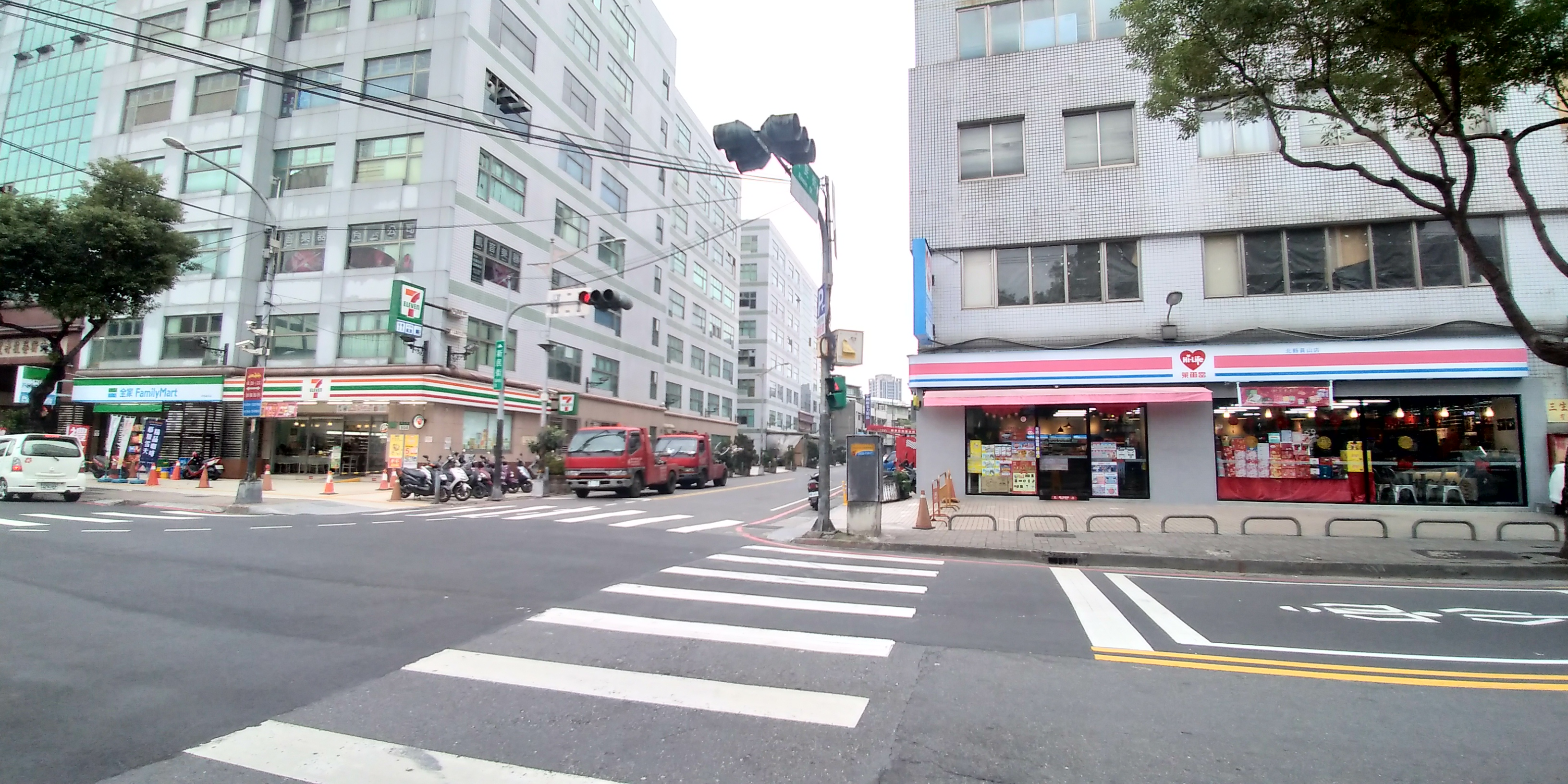
同業競爭
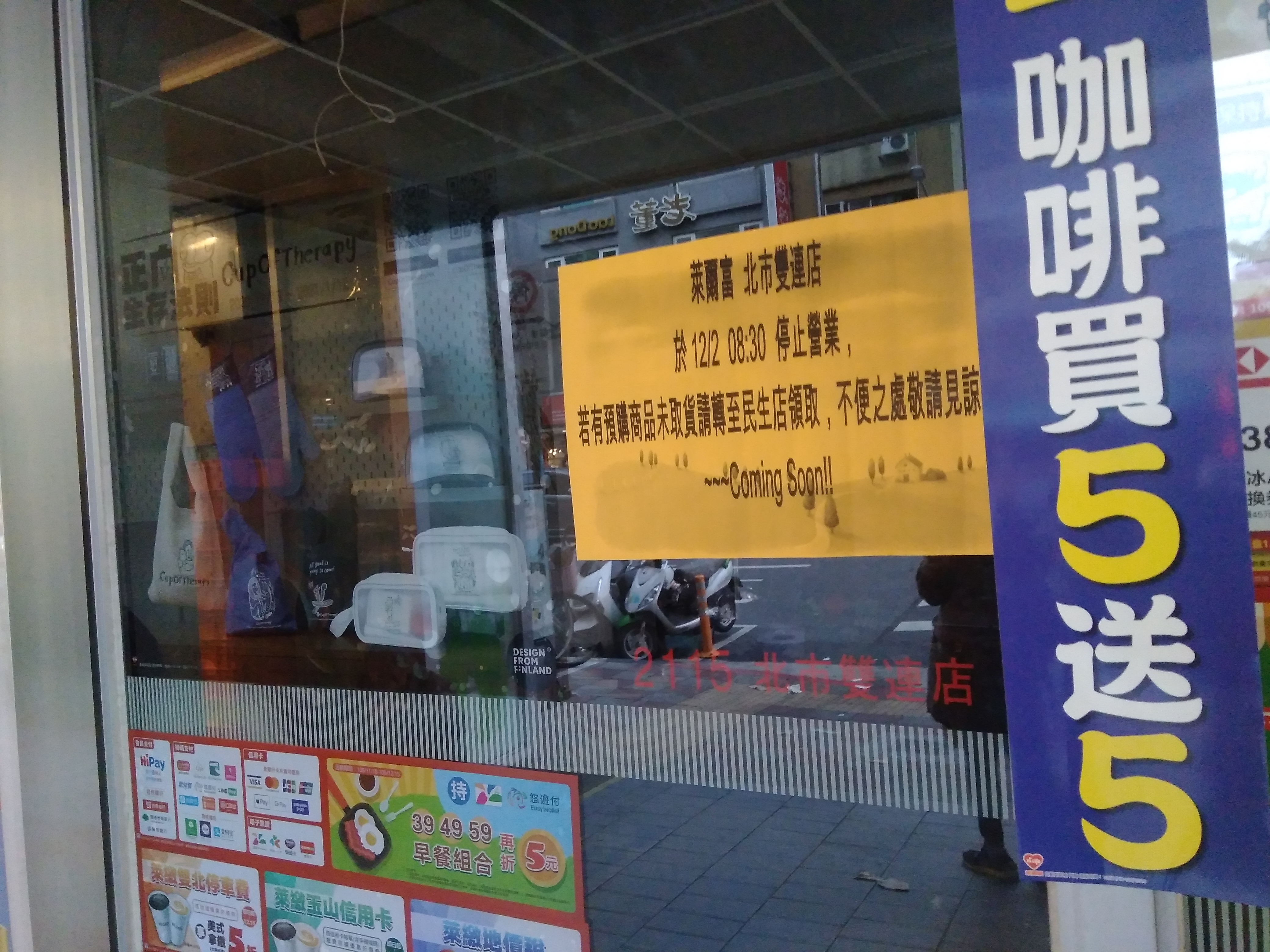
結束營業

## 圖集

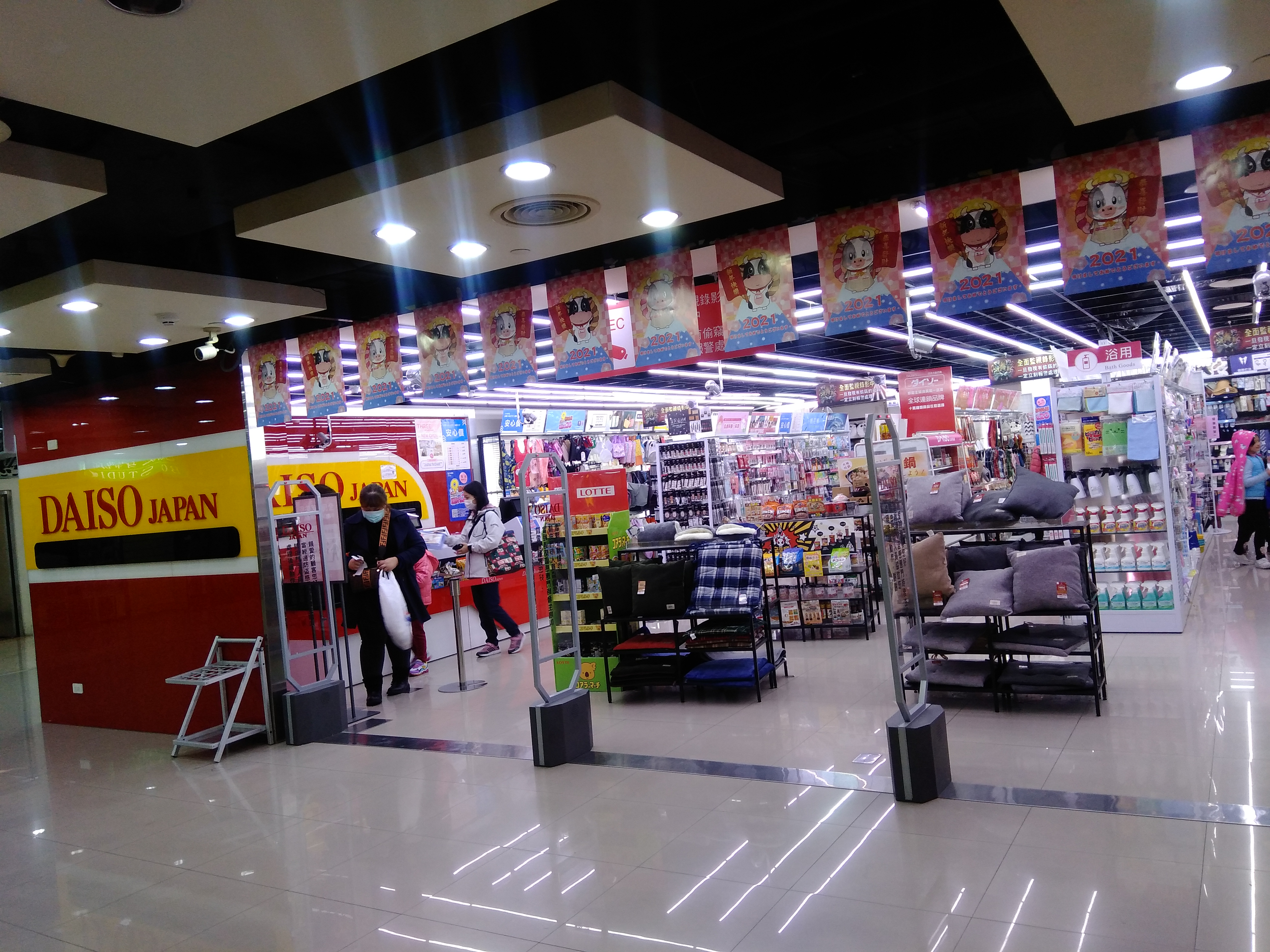
大創新莊鴻金寶店

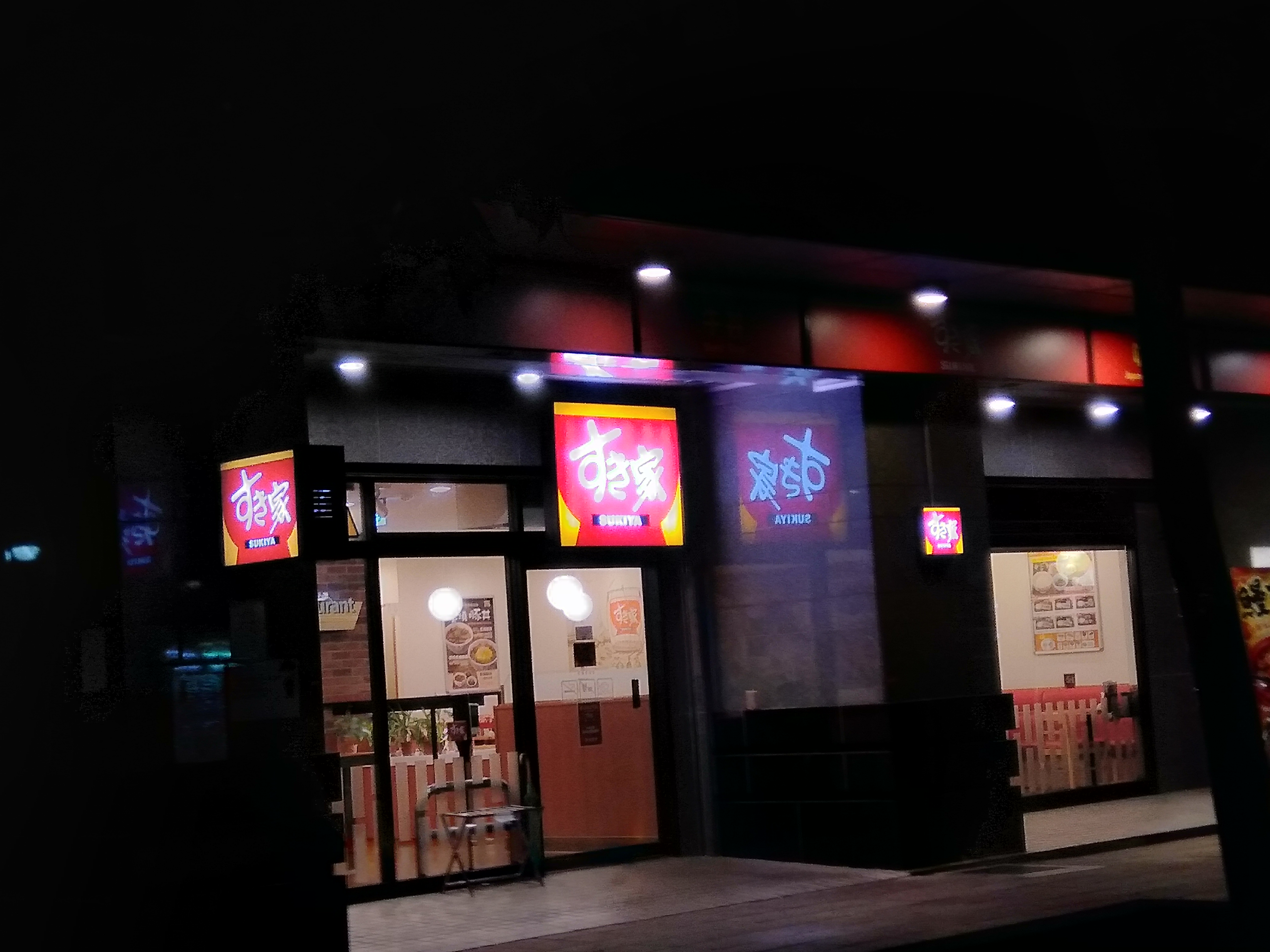
Sukiya板橋新埔店

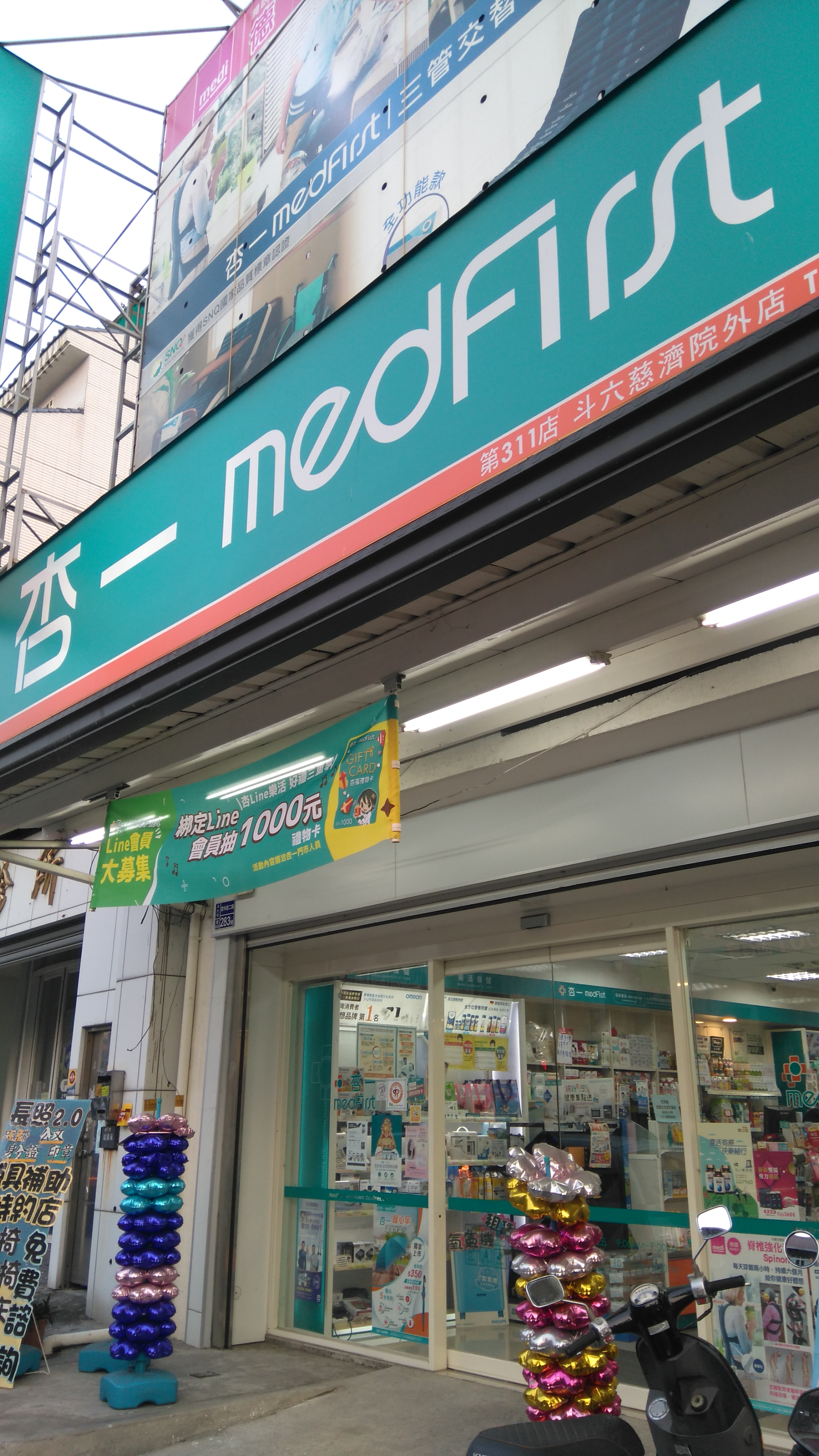
杏一 慈濟院外店
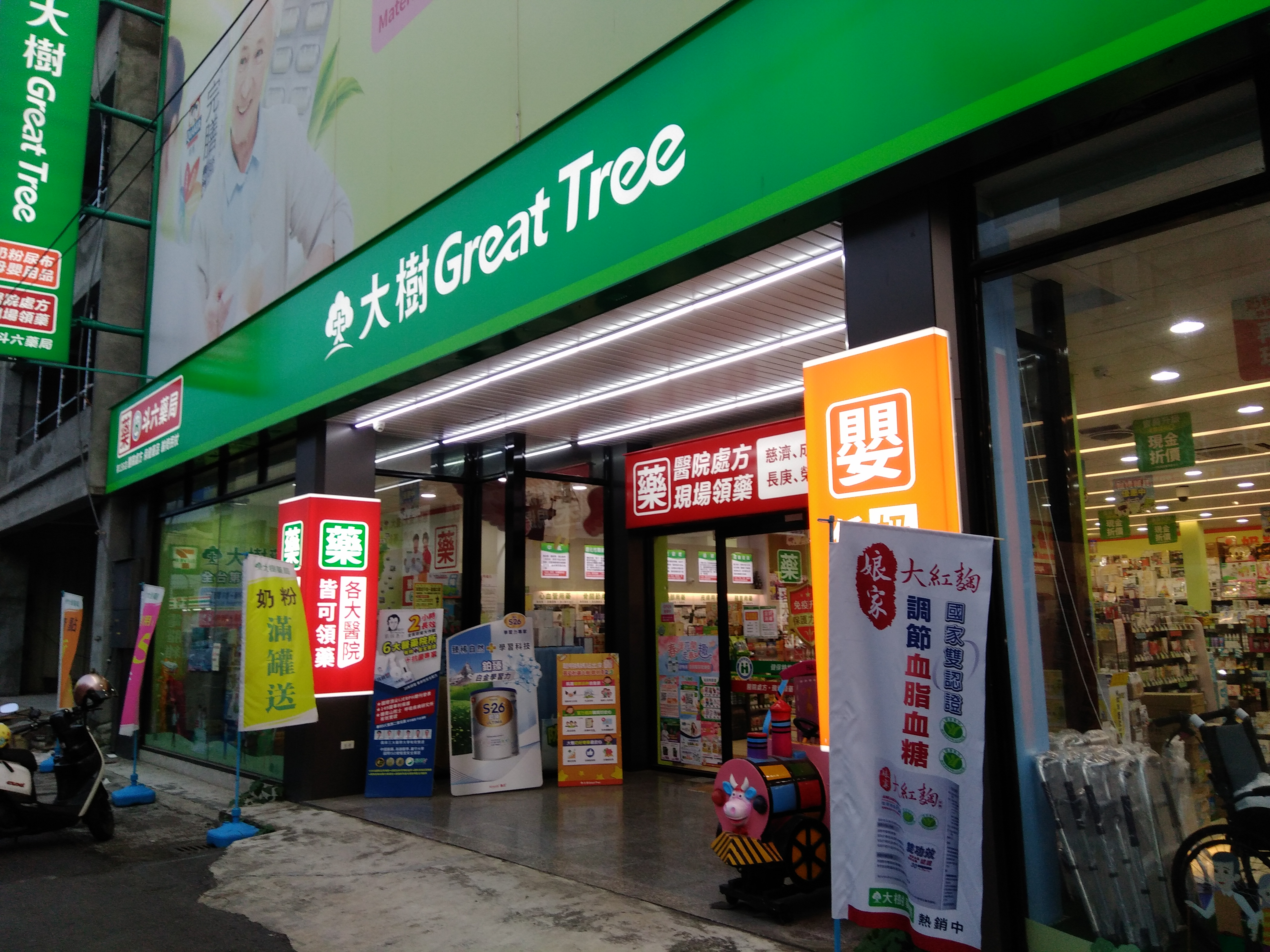
大樹 斗六藥局
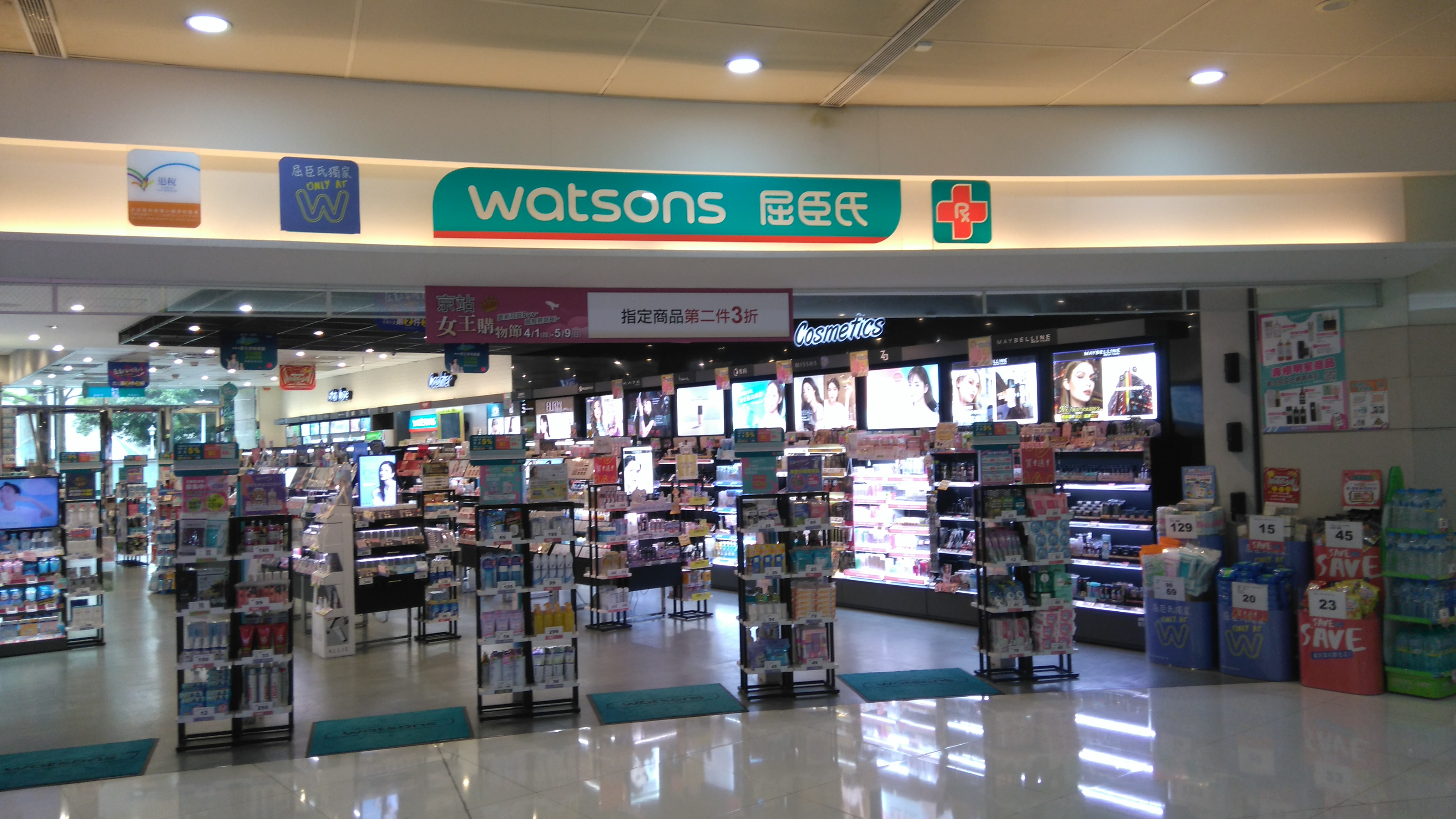
屈臣氏 京站門市
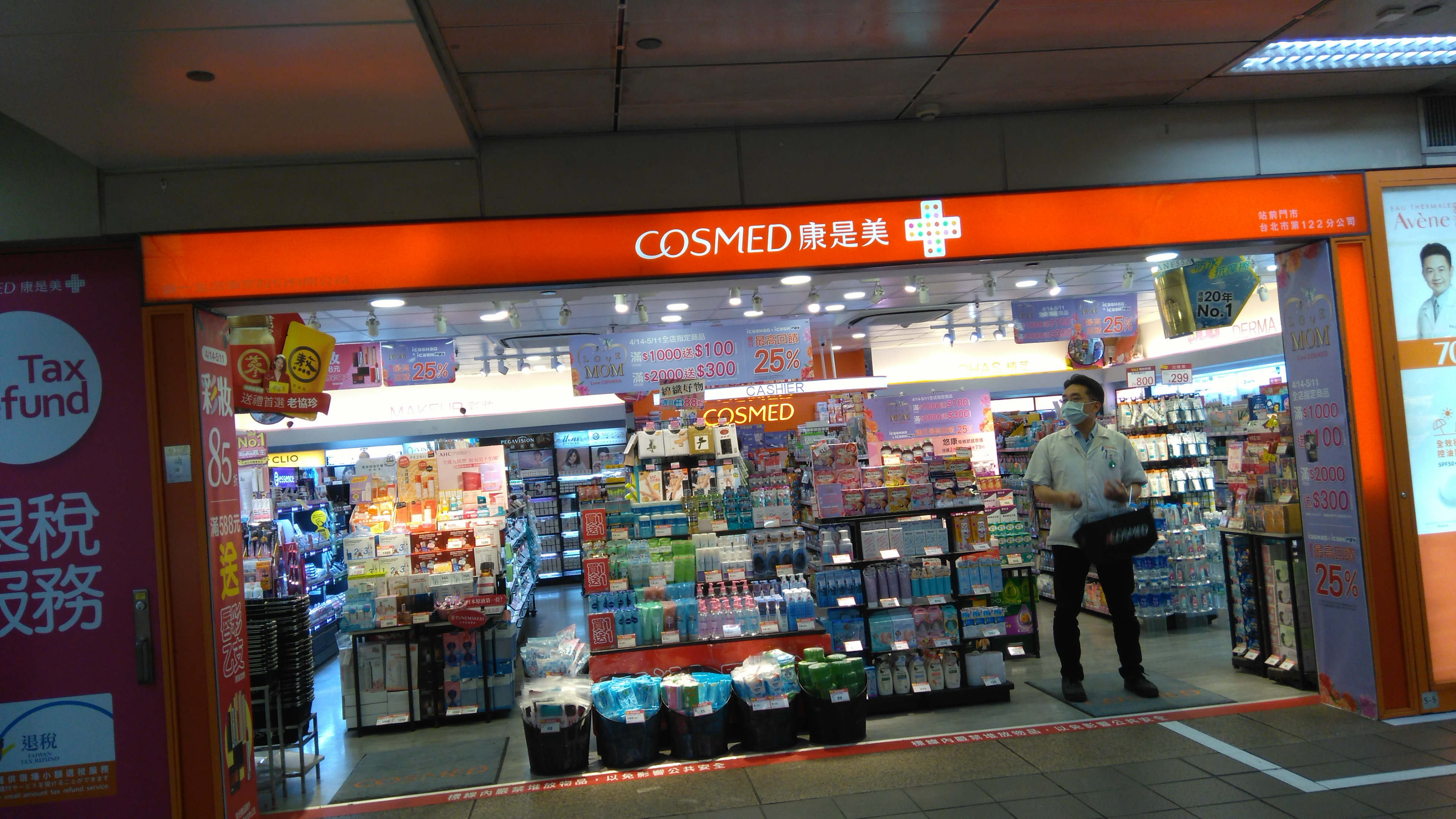
康是美 站前門市
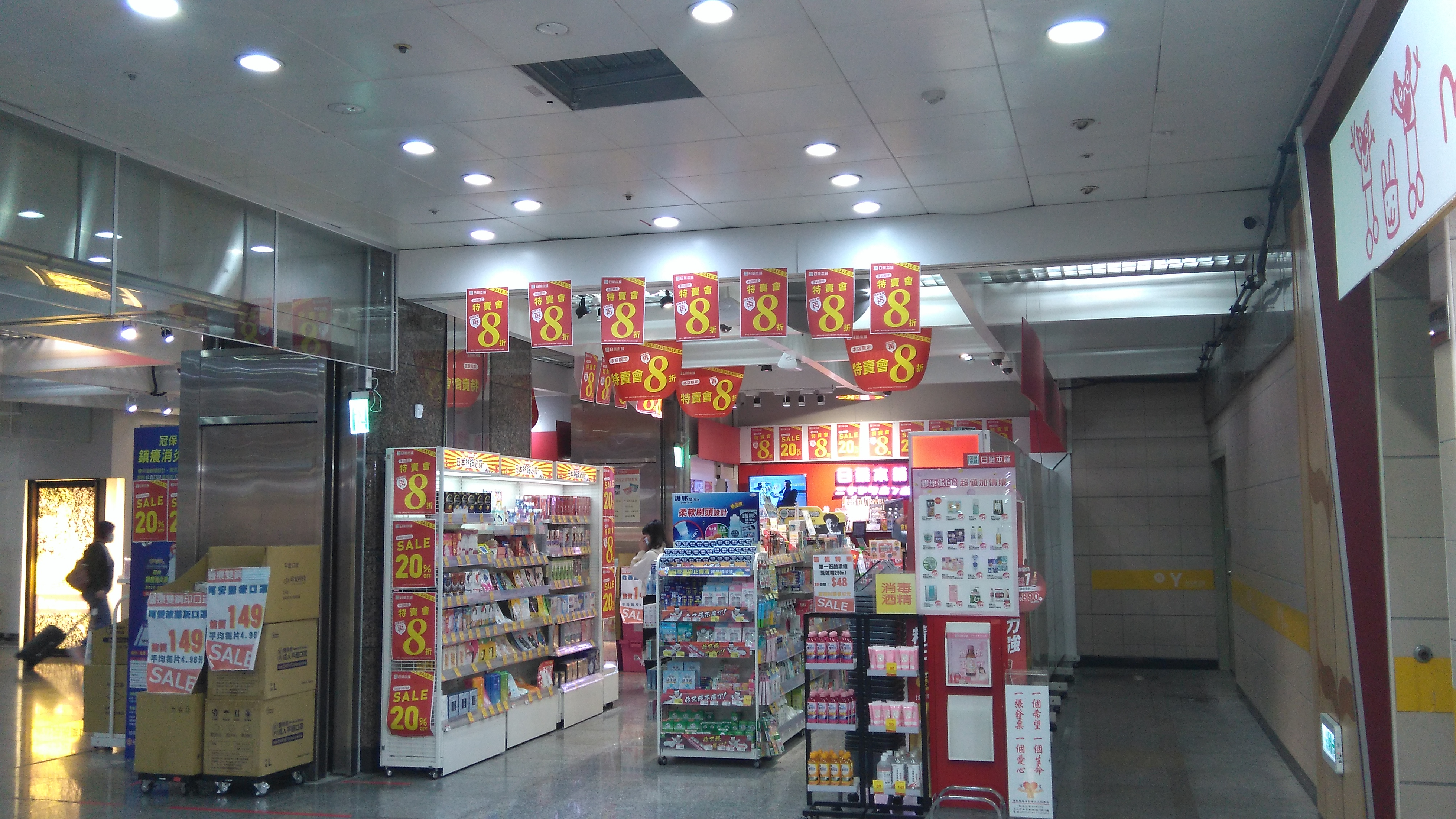
日藥本舖 站前地下街
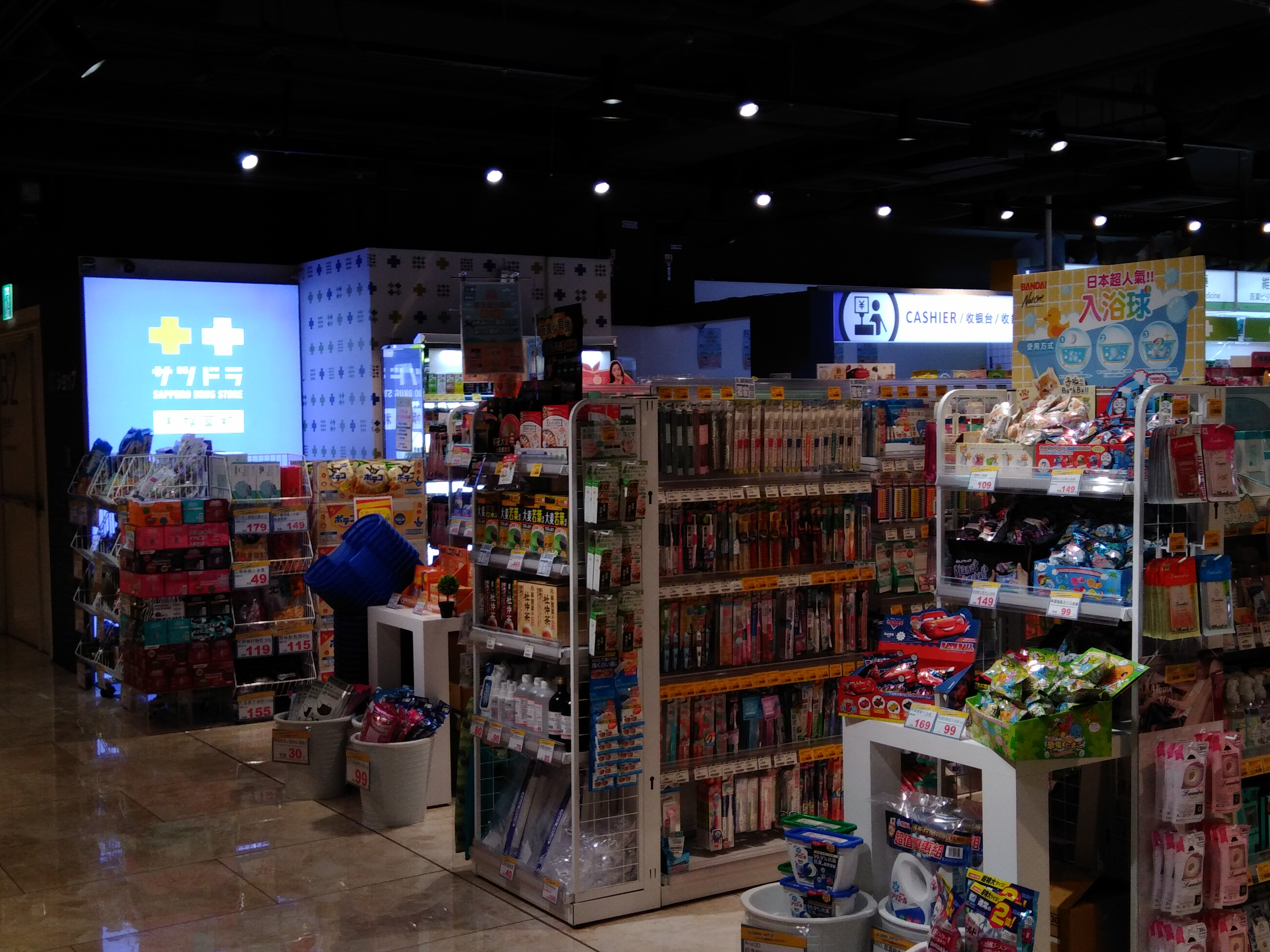
札幌藥妝 新莊宏匯

- 四大超商

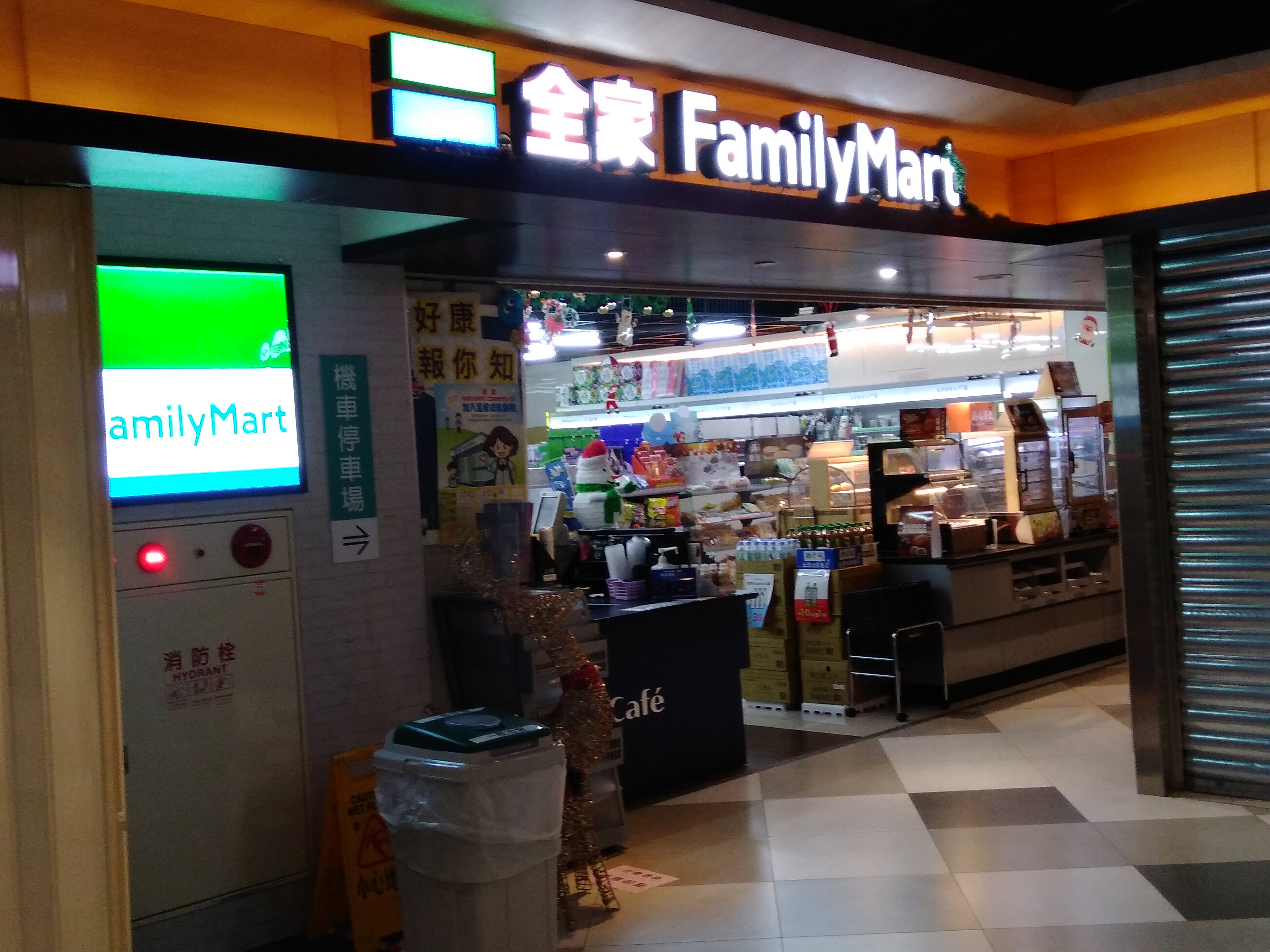
全家輔醫店
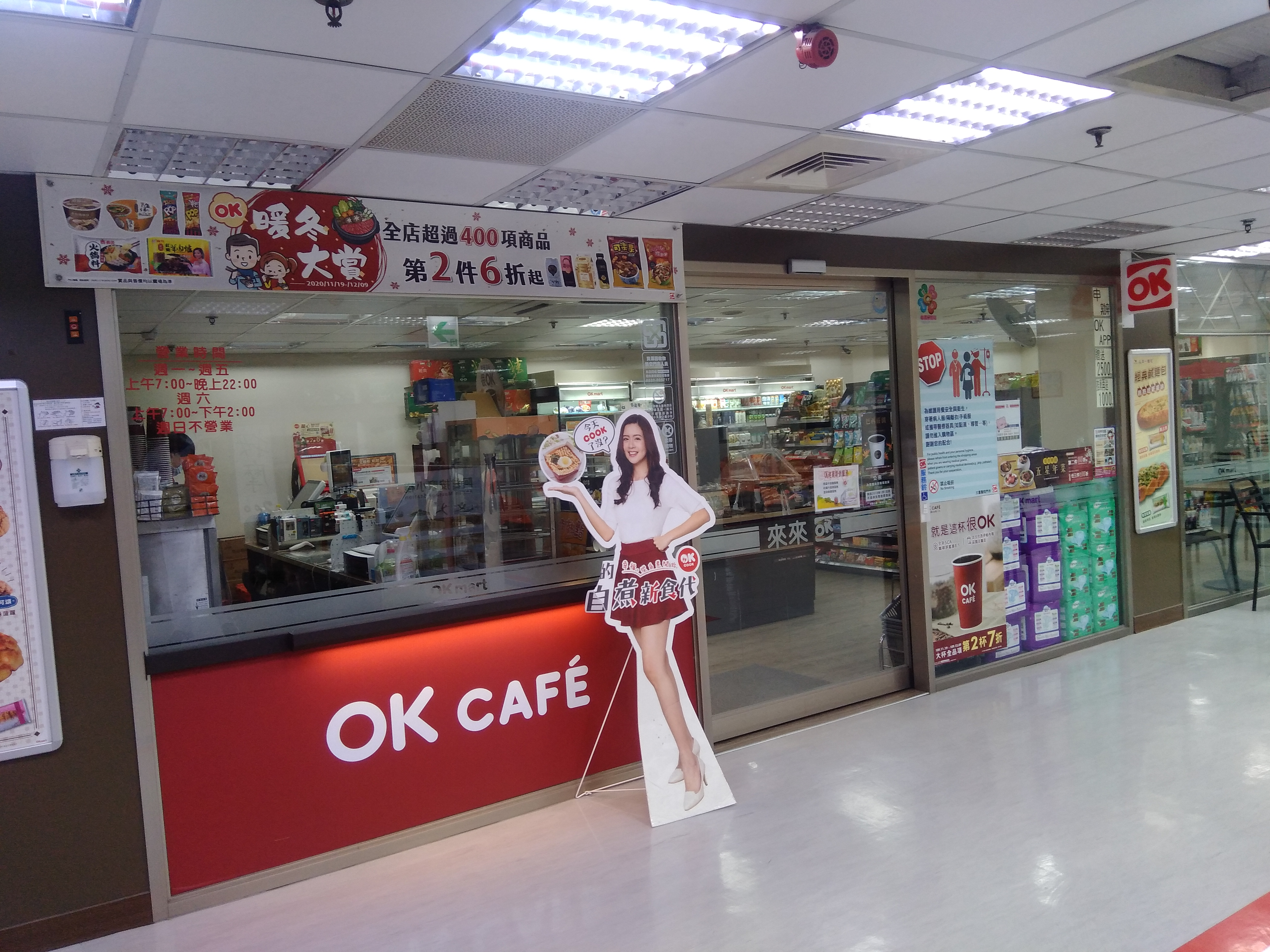
OK三重醫院店
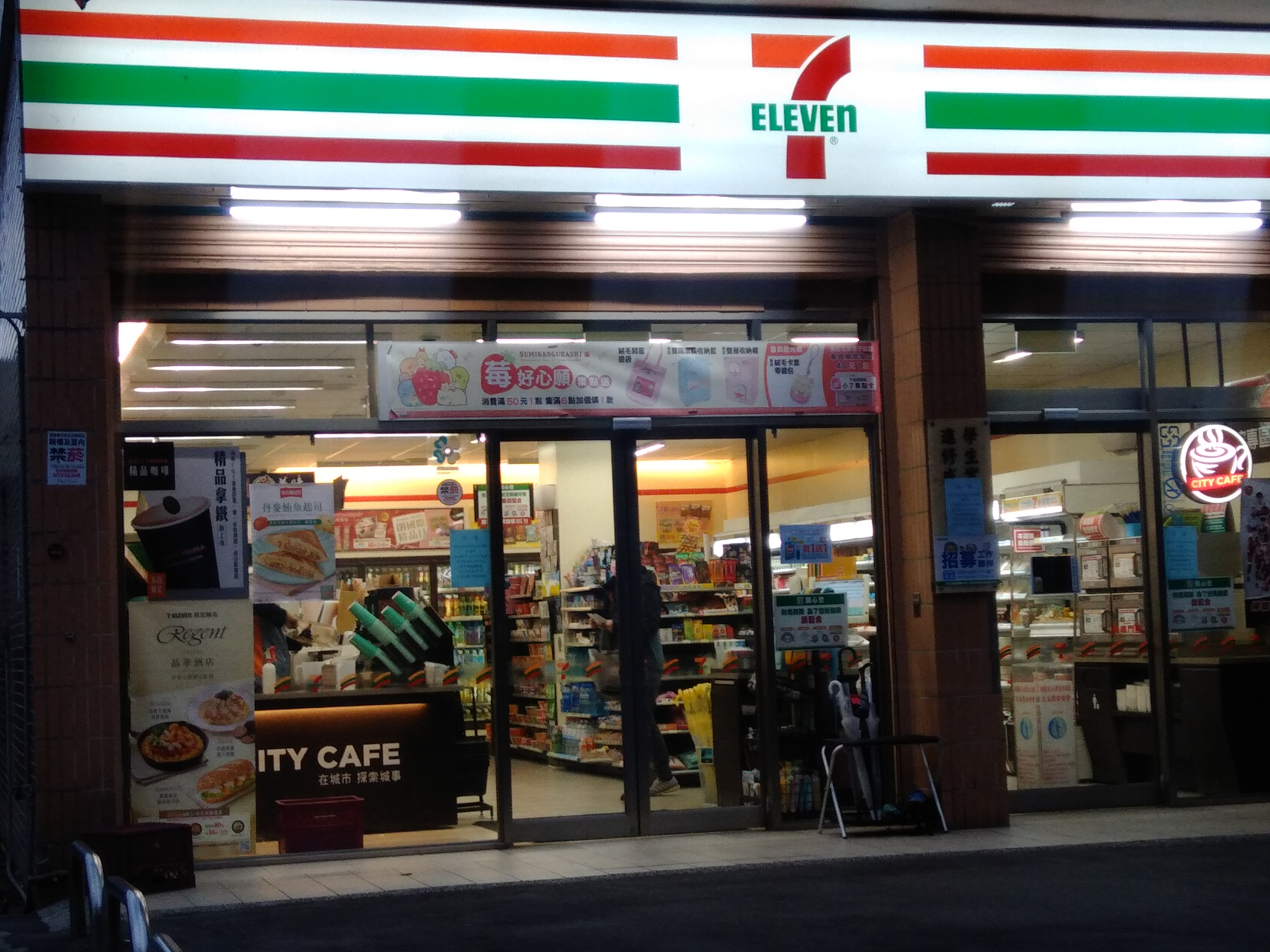
711輔進店
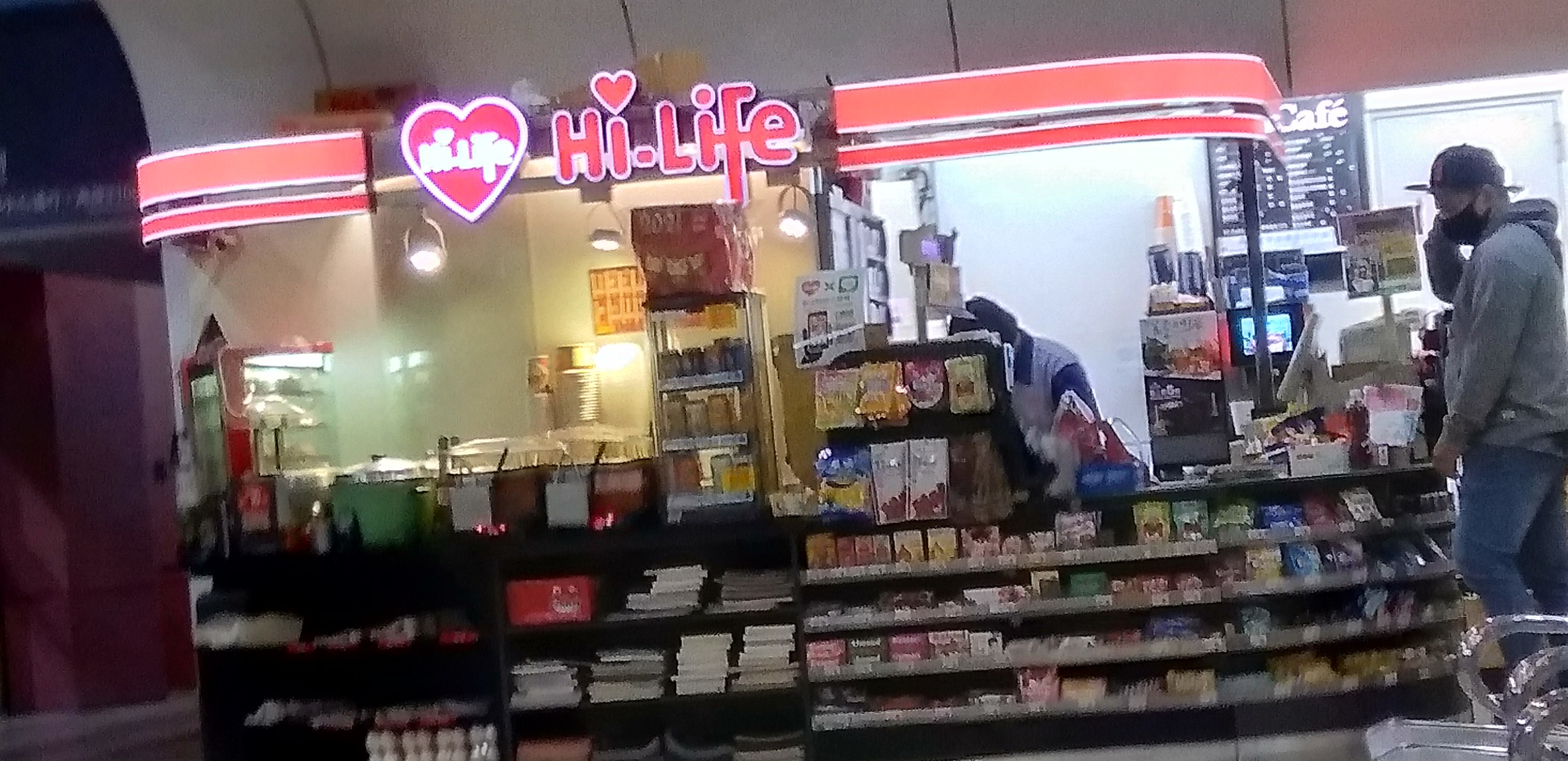
萊爾富京承店

- 連鎖量販

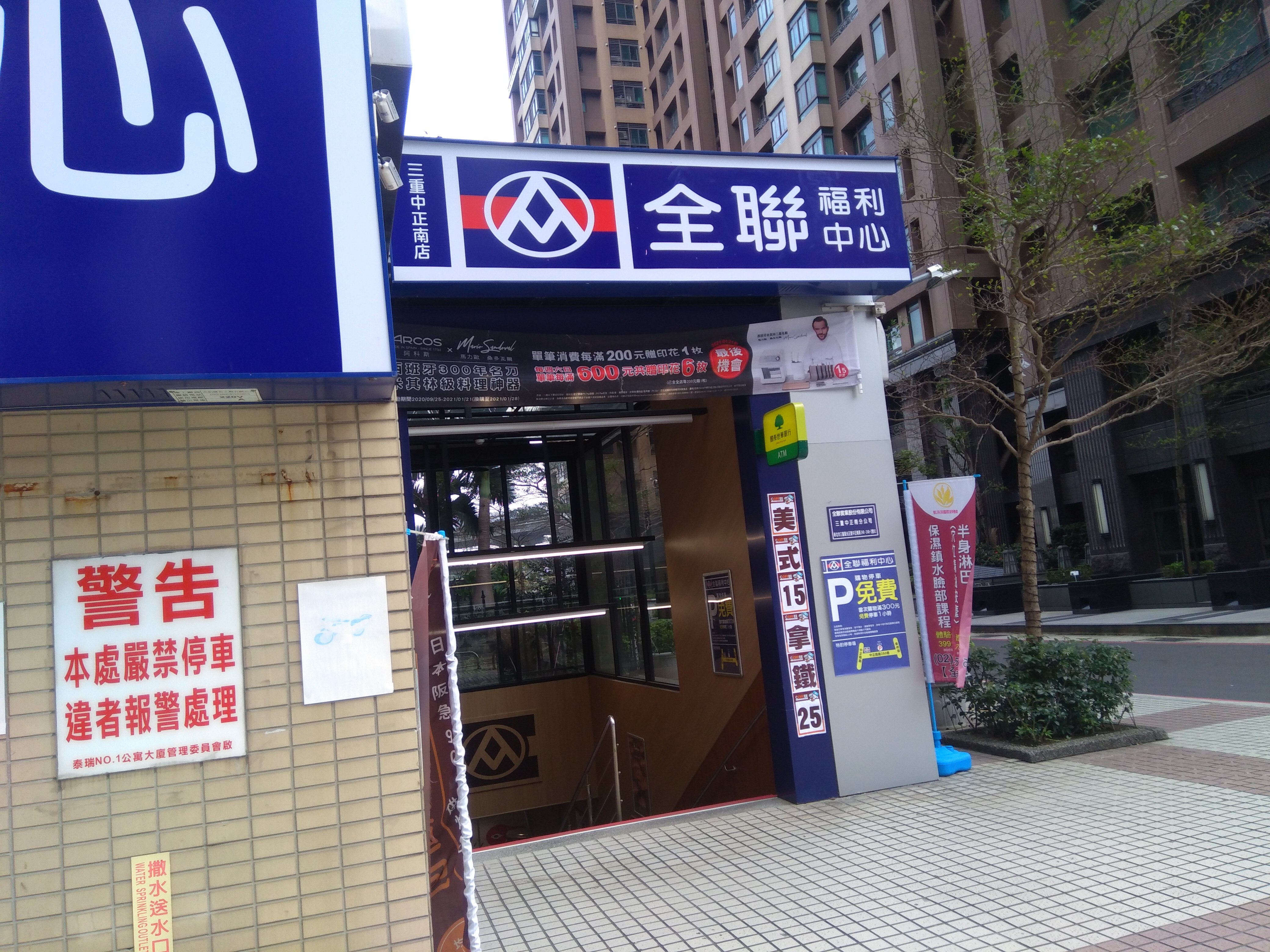
全聯三重中正南店
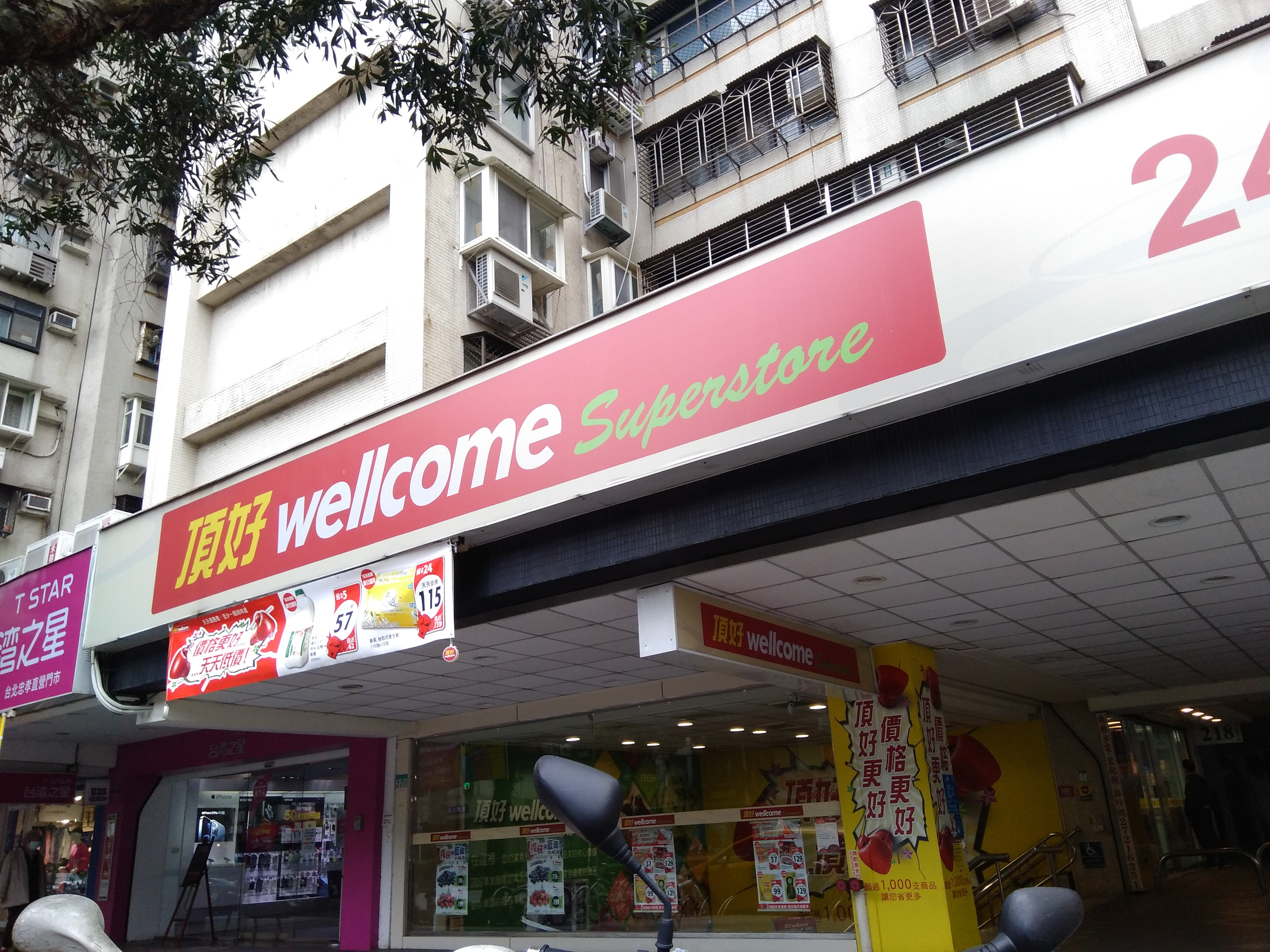
頂好正義陽店
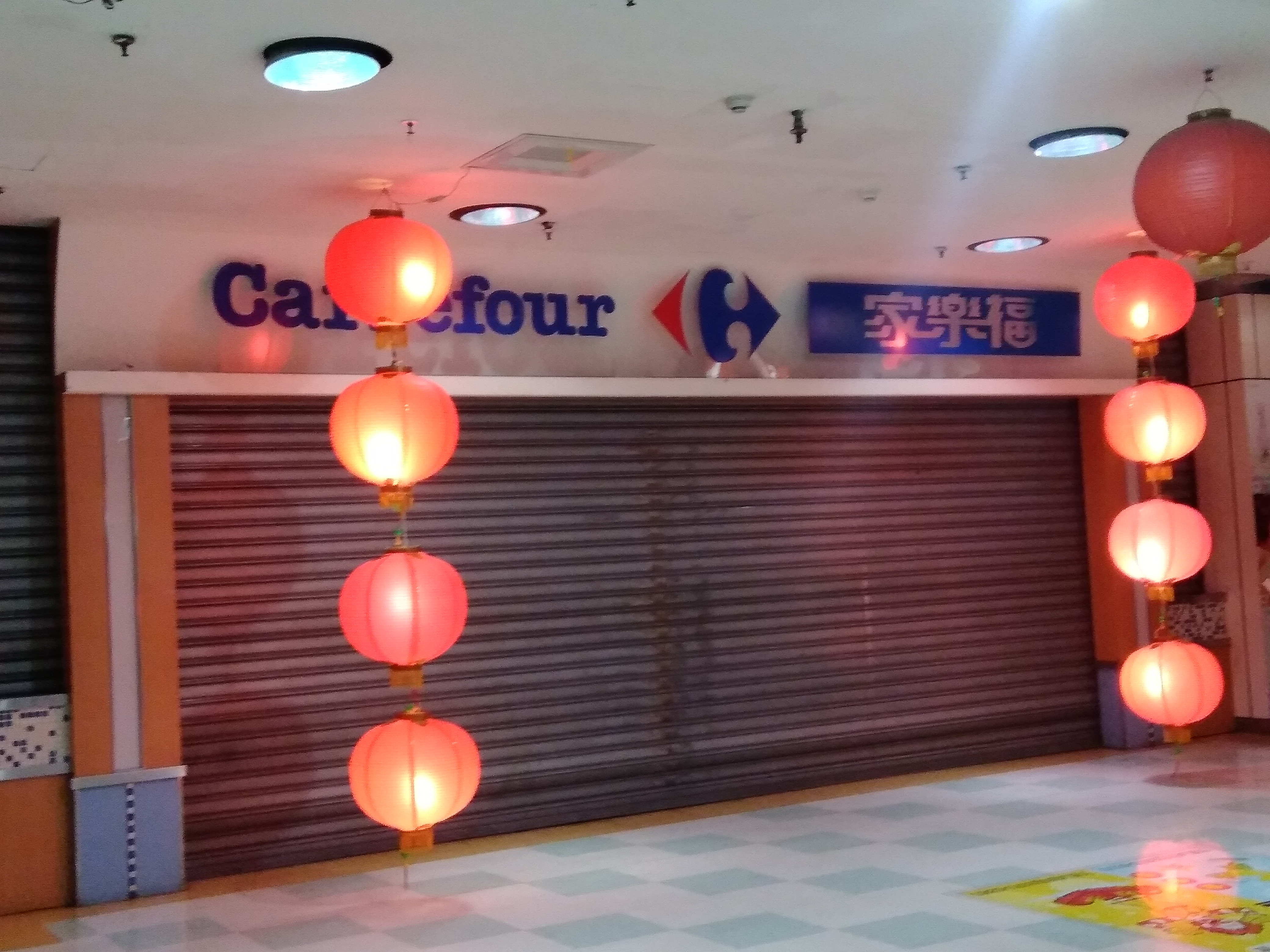
湯城家樂福➡➡➡➡➡
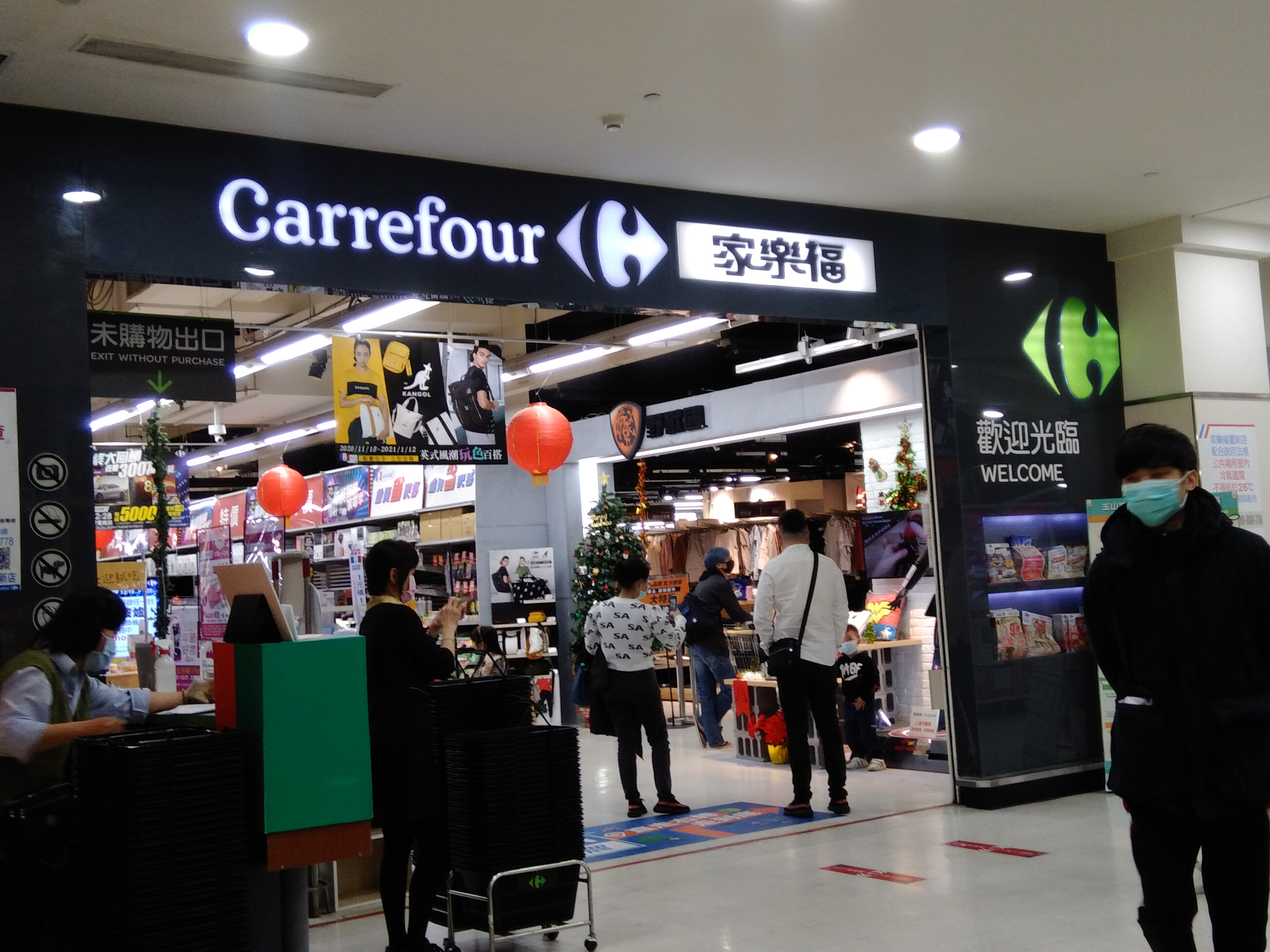
家樂福重新店
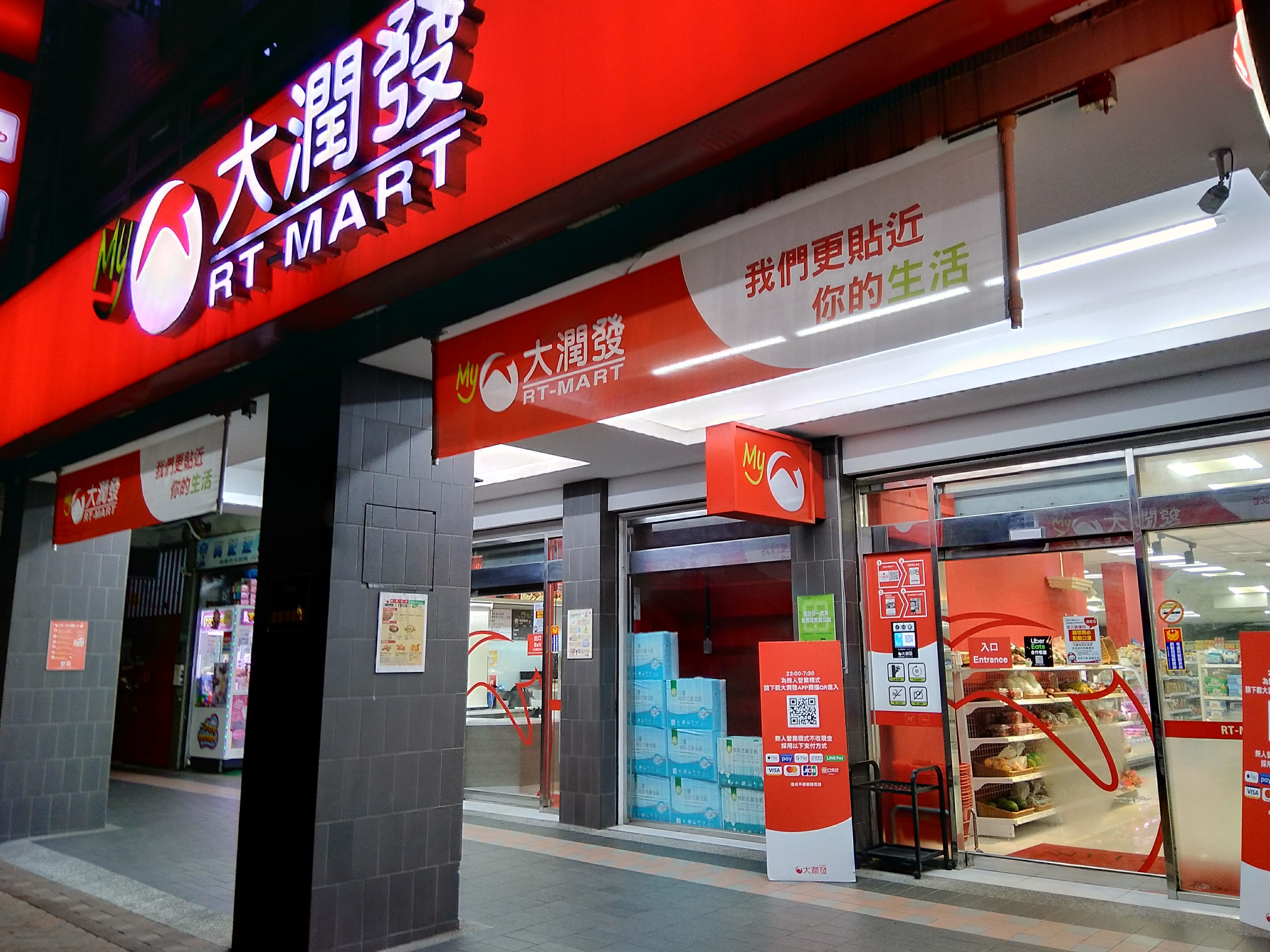
大潤發便利店雙十店

- 日用雜貨

- 大創新莊鴻金寶店

- 連鎖餐飲

- Sukiya板橋新埔店

- 連鎖藥妝

- 杏一 慈濟院外店
- 大樹 斗六藥局
- 屈臣氏 京站門市
- 康是美 站前門市
- 日藥本舖 站前地下街
- 札幌藥妝 新莊宏匯